# ガンダムビルドファイターズトライ
『ガンダムビルドファイターズトライ』（英: GUNDAM BUILD FIGHTERS TRY）は、2014年10月8日から2015年4月1日までテレビ東京系列ほかにて放送された日本のテレビアニメ。
2013年に放送された『ガンダムビルドファイターズ』の続編であり、前作から7年後の世界を舞台に主人公たちがチームでガンプラバトルに挑戦するストーリーが展開される。
当記事では、2016年8月21日に放送された特別編『ガンダムビルドファイターズトライ アイランド・ウォーズ』の解説も行う。

## 沿革
2014年5月15日に新シリーズの企画が進行中であることが報じられ、7月17日の「新作ガンダム商談会」にて、放送時期とタイトルが発表された。
発表会の中で、サンライズの小川正和プロデューサーは新しいシリーズの概要について「前作との大きな違いはチームバトル。試合形式が3対3を基本とするチーム戦となり、戦術要素も加わり、より白熱した多彩なバトルが展開されます。チーム戦ならではの友情、衝突、そして成長など、これまででもっとも熱い青春ガンプラバトルになります」と説明した。
本作と同時期に別の系列局（毎日放送・TBSテレビほか）では別のガンダム最新作『ガンダム Gのレコンギスタ』が放送を開始しており、2014年は、2004年以来の「同時期に2つのガンダム最新作が放映される年」となった。同年12月からは『Gのコラボレーション トライキャンペーン』と題し、両作のCMにおいて双方の主役声優たちが共演している。

## あらすじ
『ガンダムビルドファイターズトライ』
セイとレイジが第7回ガンプラバトル世界選手権で優勝してから7年後。セイやタツヤたちが卒業した聖鳳学園の模型部は、ガンプラバトルの伝統を受け継ぐ「ガンプラバトル部」と、純粋な模型製作に特化した「プラモデル部」の二つに分裂していた。しかし、ガンプラバトル部は中等部3年生の女部長・ホシノ・フミナの一人部員状態が続いており、近年のガンプラバトルの主流である3人1組のチームバトルへの出場も叶わず、プラモ部との再統合による消滅の危機に瀕していた。
そんなある日、フミナは中等部2年生として転校してきた少年カミキ・セカイと出会う。セカイはバトルはおろかガンダムの存在すら知らなかったが、「次元覇王流拳法」という格闘技の使い手であり、初めて行ったバトルでもそのセンスをいかんなく発揮する。さらに、プラモ部に所属していた中等部2年生・コウサカ・ユウマが復帰したことでバトル部は再起動し、「チーム・トライ・ファイターズ」として全日本ガンプラバトル選手権・中高生の部西東京地区予選に出場する。そして「トライ・ファイターズ」は強敵たちとの激闘に勝ち続け、地区予選を優勝、全国大会に進出する。
『ガンダムビルドファイターズトライ アイランド・ウォーズ』
トライ・ファイターズが全国優勝を成し遂げてから1年後。ヤジマ・ニルスは新プラフスキー粒子の結晶体と、それを用いた新型バトルシステムの試作実験を繰り返していた。しかし、新粒子対応の試作機「スクランブルガンダム」が突如暴走するという現象が頻発し、ニルスたちエンジニアは原因がわからないまま対処に追われる。
一方、トライ・ファイターズとサザキ・カオルコ（ギャン子）、サカイ・ミナト、キジマ・シアに、新型バトルシステムのテストパイロットとしてヤジマ商事からリゾート地への招待状が届く。同じ頃、セカイの姉のミライとその友人のフナキ・サトミ、ミライの写真撮影の手伝いに同行していたユウマも、期せずして同じリゾート地を訪れていた。ところが、前述のトラブルの影響で新型バトルシステムのテストは中止、さらにガンプラが勝手に外を飛び回り、停電が発生するという怪現象が勃発する。セカイたちがヤジマ商事のラボに駆けつけると、8年前と同じようにプラフスキー粒子の結晶体が暴走・増殖してラボ全体を侵食していた。
セカイたちはまだ無事だったバトルシステムを起ち上げ、各々のガンプラで事態の収拾に乗り出す。無数のガンプラを倒して中枢部にたどり着くと、そこには結晶体を取り込んで強大なパワーを身につけたスクランブルガンダムが待ち構えていた。これまでの敵とは桁違いの攻撃に苦戦しながらも、一行は「カミキバーニングガンダム」に仲間全員のガンプラのパワーを注ぎこみ、激戦の末にこれを撃破して暴走を食い止める。
この事態を引き起こしていたのは、セカイが海辺で出会った謎の少女だった。少女は自分のガンプラが欲しいがために、自分の能力を使ってスクランブルガンダムを外部から操作していた。フミナから「ガンプラは自分で作るもの」と教えられた少女は、皆と一緒にプチッガイを作り上げた後に感謝の言葉とともに消滅、本来の住処である異世界・アリアンへと帰還する。少女は自身の母親にその体験を話すが、その母親こそが8年前にレイジを追ってアリアンに旅立ったアイラであり、少女はレイジとの間に生まれた娘だった。

## 作中設定・用語
前作から登場する設定や用語は、ガンダムビルドファイターズ#作中設定・用語を参照。
全日本ガンプラバトル選手権
ガンプラバトル日本最大規模の公式大会。チーム「トライ・ファイターズ」は「中高生の部」（UNDER-19、U-19）「東京地区予選大会」の「西東京ブロック」に出場、第9話でブロック優勝し予選を突破。第15話以降は第13回全国大会に駒を進め、選手権優勝を狙う。
選手権のおもなルールは以下のとおり。
- 3対3の集団戦で、通常サイズのガンプラなら1チーム3機の編成。戦闘機など、MS以外のガンプラも1機にカウントされる。
- 分離合体機能を持つガンプラも1機にカウントされるが、分離後の各ユニットはすべて一人のファイターが操作する。ただし、フミナのウイニングのように僚機が各パーツを強化装備として運用するのは可能。「ビルドバスターズ」のトライオン3のように参加するガンプラが1機のみなら、分離後のメカをチームの各ファイターが操作することができる。
- 形態や設定を問わず大型ガンプラは一律で大型MAと見なされ、3人全員で1機を操作しての参加のみが認められる。
- バトルフィールドがランダム設定されることを踏まえ、試合前に使用ガンプラを変更することは認められるが、試合中の変更や追加投入は禁止。
- 1試合の制限時間は15分で、時間内に相手チームを全滅させるか、終了時点で残存機の多いチームが勝利する。機数が同じ場合は、3分間のインターバルののち、両チームの代表者が1対1の延長戦で決着をつける。インターバル中のガンプラの修理も許可されているが、修理に使用できるパーツは、バトルに参加した自機および僚機のパーツのみと定められている。

モードダメージレベル
ヤジマ商事がガンプラバトル運営を引き継いでから追加されたシステム設定。ダメージレベルを調節することで、バトル時のガンプラの破損を抑えることが可能となった。従来どおりにダメージがガンプラに反映される「A」、ある程度のダメージに抑えた「B」、完全ノーダメージの「C」の3モードが設定可能。地区予選でのレベルは「B」、全国大会でのレベルは「A」に設定されている。
ヤジマスタジアム
ガンプラバトル選手権全国大会・中高生の部が行われる超大型屋内ホール。前作終盤のアリスタ暴走事件で崩壊したPPSEスタジアムの隣接地に新築された。
PPSEスタジアム跡地には事件の収拾に尽力し、スタジアムでチャンピオンになったファイターやビルダーたちの名を刻んだ石碑とモニュメントが置かれ、彼らの功績を後世に伝えている。
ガンプラビルダーズ・コンテストメイジン杯（めいじんはい）
通称「メイジン杯」。ヤジマ商事が主催する、ガンプラの出来と製作技術を審美するビルダー専門の大会。ガンプラバトル選手権最終日の数日後に開催される。
サカイ・ミナトは、このメイジン杯でユウマとのビルダーとしての雌雄を決したいと考えていた。全国大会準決勝戦でサカイを打ち破ったユウマは、試合終了後にメイジン杯へのエントリーを決意、ユウマにビルダーとしての勝負を申し込む。
次元覇王流（じげんはおうりゅう）
セカイが使う拳法の流派。セカイいわく「マイナーな拳法」のため、詳細は不明。セカイは聖鳳学園に転入するまで、この流派を教えた「師匠」と共に修行の旅をしており、その影響で転校が1か月以上も遅れた。作品中盤から登場するイノセ・ジュンヤも同流派の使い手で、2年前の全国大会でガンプラ学園と互角に渡り合っている。ジュンヤはこの流派の奥義を伝授されることを望んでいたが、ミライによれば「奥義」は存在せず、あるのは「極意」のみらしい。
アシムレイト (assimilate)
英語で「同化・同質化」という意味。ガンプラバトルにおいては、ファイターが強い思い込みによるプラシーボ効果をかけることで五感をガンプラと一体化させ、戦闘能力を通常時の3倍以上に高めた状態を指す。このことから「ファイター自身によるトランザムシステム」とも称され、ファイターの精神力が続く限りは発動の制限時間は存在しないとも言われている。ただし、機体が受けたダメージがそのままファイターにも反映されるという負の効果（ノーシーボ効果）もあり、大幅な体力の消耗や負傷のリスクもある。機体自体への負荷も大きく跳ね上がるため、この現象に耐えられる構造強化が求められる。
劇中でこの境地に達したファイターはセカイとタツヤ、セイ、ジュンヤの4人。
ニールセン・ラボ
ヤジマ商事運営のガンプラバトル研究所。所長であるヤジマ・ニルスの旧姓にちなんで「ニールセン・ラボ」と名付けられた。山奥の閑静な地域にあり、建物そのものがヤジマ商事のロゴを模した形をしている。最新式のバトルシステムや広大な工作室、職員および来所者用の居住施設まで完備しており、快適なガンプラ環境を提供している。
ガンプラバトルの特訓場として有名だが、「全国大会3回以上出場」が利用可能条件とされており、一般のファイターやビルダーにはハードルが高い。「トライ・ファイターズ」はその条件を満たしていなかったが、バトル部顧問であるラルさんとニルスとの友誼によって利用が可能となる。

## 登場人物

### 聖鳳学園ガンプラバトル部チーム「トライ・ファイターズ」（主要人物）
前作終了後に模型部から独立したガンプラバトル専門の部活動。単に「バトル部」とも呼ばれる。タツヤの在校時代には多くの大会で優勝を飾った強豪だったが、やがてその実力も陰りが見えはじめ、さらにもう一つの模型部である「プラモデル部」に部員の多くを引き抜かれたことで、物語開始時点での部員は部長のホシノ・フミナのみとなっている。
プラモ部部長ミヤガ・ダイキの意見により、学園生徒会でバトル部の廃部およびプラモ部への吸収統合が検討されるが、その直前に転校してきたカミキ・セカイがバトル部に入部したことで状況は一変。生徒会長立ち会いのもと行われたバトル部対プラモ部の模擬戦でバトル部が勝利したことで、廃部の危機を脱する。さらに、模擬戦で違反行為を犯したミヤガを見限ったプラモ部部員コウサカ・ユウマがバトル部に転向し、ガンプラバトル選手権の出場条件である3人のメンバーがそろう。
これをもってフミナ、セカイ、ユウマによる新生ガンプラバトル部チーム「トライ・ファイターズ」が誕生し、全国大会制覇を目指し始動する。西東京地区予選では昨年の覇者である宮里学院チーム「Gマスター」を破って優勝。第13回全国大会でもそれぞれがさまざまな因縁を越えて、決勝まで勝ち進んでいく。決勝では、中高生最強校であるガンプラ学園チーム「ソレスタルスフィア」と延長戦におよぶ死闘の末に勝利し、全国大会制覇を達成する。
カミキ・セカイ
声 - 冨樫かずみ
操作ガンプラ：ビルドバーニングガンダム、トライバーニングガンダム、カミキバーニングガンダム、武者號斗丸
本作の主人公。聖鳳学園の中等部2年に転入してきた少年。「次元覇王流拳法」と呼ばれる格闘技の達人で、素手で街の不良数人を一蹴するほどの実力をもつ。真っ直ぐな性格の熱血漢で、武道家らしい礼儀正しさと社交的な面も持ち合わせている。入部志望だった格闘技系の部活が聖鳳学園にないことに落胆していたところ、偶然出会ったフミナに誘われ、ガンプラバトル部に入部する。
長らく師匠とともに武者修行に出ていたため世の常識に疎く、一般の男子なら誰もが知っているであろうガンダムやガンプラの存在も知らなかった。当初はフミナの強引な勧誘もあってガンプラバトルには消極的だったが、強力なチームメイトとライバルたちとの切磋琢磨の中で、次第にその面白さに目覚めていく。バトルでは自身の次元覇王流拳法の動きをガンプラに反映することで、近接格闘において無類の強さを発揮する。そのセンスはラルさんから「レイジの再来」と評されるほどで、その気迫はバトルフィールド外にもプラフスキー粒子による風を巻き起こすほどの影響力がある。一方、射撃武器のあつかいは苦手で、バトルスタイルも猪突猛進になりがち。また、自身が体感したことのない宇宙空間や水中フィールドでは、覇王流本来の実力を発揮しきれないという欠点をもつ。しかし、のちにプール内の疑似的な無重力空間で特訓を積むことで、これを克服する。プラモデルの製作経験は皆無だったが、フミナとともに訪れたGミューズの店員の教えを受け、初めてみずからガンプラを製作する。性格とバトルスタイルが正反対なユウマとは仲が悪く、ユウマが姉のミライに好意を寄せいていることに反発するが、バトルを通じて次第に認め合う仲となる。自身の恋愛事に関しては鈍感であり、フミナたち女性陣から寄せられる好意にも気付いていない。
数々の戦いを経て急成長を見せ、地区予選決勝ではアシムレイトの境地に至る。強化合宿に訪れたニールセン・ラボでガンプラ学園エースのキジマ・ウィルフリッドと初対戦し、次元覇王流にはない新たな技を見出す。
全国大会決勝後は、修行と称してキジマ・シアの下でガンプラ製作の指導を受け、メイジン杯ではみずから製作した「カミキバーニングガンダム」を披露する。
コウサカ・ユウマ
声 - 内田雄馬、広橋涼（幼少時）
操作ガンプラ：ライトニングガンダム、ライトニングガンダムフルバーニアン、ライトニングガンダムストライダー、ライトニングΖガンダム、ガンダムエアマスター（第2話回想）、ガンダムライトニングブラックウォーリア（『バトローグ』）
コウサカ・チナの実弟で、姉の母校でもある聖鳳学園の中等部2年生。前作でも幼少時の姿で登場する場面がある。チナと同じ太縁眼鏡が特徴で、実年齢以上にクールで理論的な性格。一方で、一目惚れしたミライに近付くために弟のセカイを利用するなど、打算的な面も見せる。姉の同級生であるセイを自身の目標として尊敬しており、直接ガンプラ製作の指導を受けていたこともある。営業スマイルが苦手なチナと違い、実家のレストランの接客もそつなくこなしている。幽霊などのオカルト系が苦手で、人目をはばからずおびえる。
第8回世界大会を観戦に行ったことで幼なじみのフミナとともに世界大会への出場を夢見てファイターとなる。小学生時代にはセイバーガンダムのプラモを手にし以降、全国大会に出場するほどの実力をつけていった。しかし、アドウ・サガに惨敗を喫し「才能がない」と罵倒されたことで挫折し、ガンプラバトルへの情熱を失う。この経緯から中学入学後はフミナからのバトル部への勧誘を蹴り、純粋に模型製作をたしなむプラモデル部に入部した。その後はアーティスティック・ガンプラ・コンテストなど数々の大会でグランプリを獲得し、若き天才ビルダーとして名をはせている。
バトル部とプラモ部の統廃合を賭けたチームバトルではプラモ部側として参戦するが、セカイとの戦いのなかで心に押し込めていたバトルへの情熱を隠しきれなくなり、やがて反則行為に出たミヤガをセカイたちと協力して倒す。その後、ミライにほだされるかたちでバトル部に転向する。当初は素人であるセカイを見下していたが、戦いを重ねるうちに次第に「チームのエース」として認めるようになる。
地区予選優勝後の強化合宿で訪れたニールセン・ラボにて、再会したアドウに雪辱を果たそうと挑むも返り討ちに遭う。このショックで再び自信を喪失するが、その姿を見かねたタツヤとの練習バトルのなかで、自身が「負けないため」の「後ろ向き」な戦いをしていたこと、その原因が自身が無意識に設定していた「限界」によるものであることを気づかされ、その限界を超えるために再び戦うことを決意し、宮里学院との戦いの中でファイターとしての目覚め、天大寺学園のサカイ・ミナトとの決戦で己の中の恐怖や絶望に屈しない心を獲得していく。最終話のメイジン杯では、全国大会決勝戦から2週間という短期間で作り上げた「ライトニングΖガンダム」でグランプリを獲得する。
ホシノ・フミナ
声 - 牧野由依
操作ガンプラ：パワードジムカーディガン、ウイニングガンダム、スターウイニングガンダム
本作のヒロイン。聖鳳学園中等部3年生で、ガンプラバトル部の女部長。チーム「トライ・ファイターズ」の命名者。
髪型はポニーテールで、普段着はスポーツウェア。スポーツブラとスパッツの上からパーカーを着ており、へそが出ている。
6年前の第8回世界選手権関東選抜大会をユウマと一緒に観戦に行った際に出場していた女性ファイターに憧れ、ガンプラバトルを始める。当初ユウマと一緒に購入したのはメタスであったこともあってか主に主人公側陣営の量産機体をベースにしていた。
ガンダムとガンプラを心から愛しており、豊富な知識と技術をもつ。使用ガンプラの型式番号には、自分の名前の語呂合わせである「237」を好んで使用している。幼なじみのユウマとは「ユウ君」「フミちゃん」と呼び合う仲で、ユウマが公共では「ホシノ先輩」と他人行儀に呼ぶようになった現在でも、変わらずユウ君と呼び続けている。
プラモ部部長ミヤガの執拗な嫌がらせと引き抜き工作によって、バトル部は自身を残して全員退部し、大会出場はおろか部の存続が危ぶまれる状況だったが、かろうじてセカイとユウマをメンバーに引き込むことに成功し、念願の大会出場を果たす。Gミューズでの出来事をきっかけにセカイを異性として意識するようになり、セカイがほかの女性たちと仲良くしている場面に出くわすと、強い嫉妬心を見せるようになる。
地区予選終了後のニールセン・ラボでの合宿で出会ったレディ・カワグチとのバトルのなかで、味方のサポートに徹するあまり、みずから攻める気持ちが足りなかったことに気付かされる。その反省をもとに、この欠点を克服した改良機スターウイニングを作り上げる。また、同時期に邂逅したキジマ・シアが素人同然の技術しか持たないセカイにビルドバーニングのチューンアップを指導したことを知り、レディ・カワグチから示唆のあった「あの子」＝シアを自身の強敵と意識するようになる。

### 「トライ・ファイターズ」の家族・協力者
カミキ・ミライ
声 - 遠藤綾
操作ガンプラ：ベアッガイF、ベアッガイP
セカイの姉で、聖鳳学園高等部2年生。ファッション誌の読者モデルを務めるほどの美女で、劇中でも道行く男性たちを無自覚に虜にしている。気立てもよく、ガンプラバトルに熱中するセカイをあたたかい目で見守る。
弟の人間関係にも目ざとく、親しい異性であるフミナとの二人きりの場面を尾行したり、会話を盗み聞きするなど両者の接近を期待している。
ガンプラとファッションの融合イベントである「東京ガンプラ・コレクション（ガン・コレ）」の一企画「プロダクション対抗ガンプラ・ラリー」で所属プロダクション代表ファイターに選ばれ、ユウマの指導を受けて自身のオリジナルガンプラ「ベアッガイF」を製作する。幼い頃はセカイと共に次元覇王流を習っていたことがあり、セカイとの特訓によってファイターとしても一線級の実力を身に付ける。
ガンプラバトル選手権全国大会・中高生の部でイメージキャラクターに予定されていたカリンの懐妊が判明したため、急遽代役に抜擢される。
ラルさん
「ラルさん」の項を参照。
バトル部顧問
声 - 佐藤健輔
中年の教員。本名不詳。ガンプラバトルに関しては素人であるため、実際の指導はコーチであるラルさんに任せている。それでも、「トライ・ファイターズ」の練習試合のために聖オデッサ女子学園と交渉するなど、相応の熱意と人脈をもっている。
コウサカ・チナ
「コウサカ・チナ」の項を参照。
ホシノ・マリカ
声 - 生天目仁美
フミナの母。自宅を訪問してきたセカイをフミナの彼氏と認識しており、生温かい目で二人の動向を見守っている。

### 聖鳳学園プラモデル部
バトル部が独立した旧模型部の流れをくむ部活動。「せっかく作った作品をバトルで壊すのは邪道である」として、模型本来の楽しみ方である製作と鑑賞に重点を置いている。
ミヤガ・ダイキ
声 - 遊佐浩二
操作ガンプラ：AEUイナクト（ミヤガ・ダイキ仕様）、アグリッサ
高等部3年生で、プラモデル部部長。自転車用ヘルメットのような髪型と眼鏡の下からのぞく嫌味な目付きが特徴で、周囲からは「カマキリ男」と揶揄されている。フミナに公私入り混じった強い執着心を抱いており、あらゆる手段を講じて彼女をプラモ部に引き抜こうとする。心血を注いだ作品を傷つけるガンプラバトルには否定的だが、自身もファイターとして一定の実力を持つ。
部の統廃合をかけたバトル部とのバトルでは、勝利を焦って違反行為を犯したことからチームメイトのユウマに見限られ、ガンプラ部側についたユウマとセカイたちとの連携攻撃の前に敗れ去る。その後はエリと相思相愛となったためフミナへの執着も薄くなり、ユウマのバトル部への移籍も快諾する。
シノダ・エリ
声 - 茅野愛衣
操作ガンプラ：ハイザック（ホビー・ハイザックカラー）
高等部2年生で、プラモデル部副部長。両肩のおさげ髪と太縁眼鏡が特徴の地味な風貌だが、眼鏡の下はかなりの美少女。ミヤガに心酔しており、彼を献身的にサポートする。
ガンプラ部との対抗戦ではミヤガとユウマと共に参戦するが、自ら囮役となって前線に出たため早々に撃墜される。しかし、試合後のミヤガへの態度から、フミナはプラモ部が負けるように意図的に撃墜されたのではないかと推測する。

### 聖オデッサ女子学園チーム「北宋の壺」
「トライ・ファイターズ」結成後初の練習試合相手。チーム名は、『機動戦士ガンダム』でマ・クベが愛でていた北宋期の白磁の壺に由来する。昨年の西東京地区予選では一回戦で聖鳳学園を下し、最終的にベスト4まで勝ち上がっている。練習試合後にリーダーのサザキ・カオルコがセカイに好意を抱いたことがきっかけで、「トライ・ファイターズ」と友好的な関係を築く。今年の地区予選では昨年と同じくベスト4まで勝ち進むが、準決勝で宮里学園チーム「Gマスター」に敗北する。
サザキ・カオルコ
声 - 広橋涼
操作ガンプラ：R・ギャギャ、ギャンスロット
通称「ギャン子」。前作に登場したサザキ・ススムの実妹。中学3年生で「北宋の壺」のチームリーダーを務める。前作エピローグでは小柄な幼女だったが、7年後の現在は長身かつやや太ましく成長しており、頭髪をギャンの盾を模した髪留めでツインテールにまとめている。兄のススムを「お兄様」と呼び敬愛しており、その高飛車な性格と「盾魂」、ギャン系統のガンプラを好む点も兄から受け継いでいる。昨年の西東京予選で対戦したフミナとは因縁浅からぬ仲であり、顔を合わせると言い争いが絶えない。一方で、同じファイターとして、そして同年代の女子として配慮し合う一面をもつ。
「トライ・ファイターズ」との練習試合中、セカイからの心配りと兄から譲られた盾をほめられたことがきっかけで、好意を抱くようになる。以降はセカイに熱烈なアピールを送り続けるが、朴念仁のセカイには通じず、空回りを繰り返す。ようやく地区予選決勝で「トライ・ファイターズ」との対戦が叶ったらデートするという約束をセカイと交わすが、準決勝で「Gマスター」に敗れたことで願いは潰える。敗退後も、積極的にセカイに近付こうと「トライ・ファイターズ」に協力する姿勢を見せる。
『アイランド・ウォーズ』では、地区予選で「トライ・ファイターズ」に敗れるが、ウィルフリッドの代理としてシアから新型バトルシステムのモニターに誘われる。
シグレ・マヒル
声 - 夏日凜子
操作ガンプラ：ノーベルガンダム（シグレ・マヒル仕様）、インパルスジム（マヒル仕様）
ポニーテールにまとめた紫髪が特徴の少女。幼稚園のころから女子校育ちだった影響で男性に免疫がなく、男性に対して過剰な期待や妄想をすることがある。
サノ・ケイコ
声 - 内藤有海
操作ガンプラ：ライジングガンダム（サノ・ケイコ仕様）、インパルスジムwktkカスタム
青みがかったショートヘアーが特徴の少女。インターネットが趣味で、現実の会話でもネットスラングを多用する。

### 都立成練高専科学部チーム「SRSC」
西東京地区予選二回戦での「トライ・ファイターズ」の対戦相手。成練には専門の模型部こそ存在しないが、チームメンバー全員が各分野のエキスパートであり、対戦相手の事前データをもとに使用ガンプラを使い分け、優れた戦術と連携で戦場を支配する。3年前には地区予選優勝を果たし、全国大会に進出している。チームワークに難のあった「トライ・ファイターズ」を翻弄するが、事前情報になかったウイニングの分離・合体機能のまえに敗北する。
イシバシ・ダイゴ
声 - 内山昂輝
操作ガンプラ：ガンダムEz-SRイントルーダー
科学部部長で前衛担当。スポーティな服装をした体格のいい少年。商船学科の期待の星と呼ばれており、外洋船舶実習で得た豊富な経験と強靭な肉体をもつ。ビルドバーニングを孤立させて接近戦を挑むが、ウイニングナックルを装着したビルドバーニングによってチームの連携を崩され、疾風突きでとどめを刺される。
ニシカワ・ショータ
声 - 鈴木晴久
操作ガンプラ：ガンダムEz-SRエリミネーター
後衛担当。縁の薄い眼鏡にニット帽を被った少年。機械・電子工学に精通しており、ガンプラの改造や新武装の開発といった技術面でチームを支える。光学迷彩で機体を隠しながら遠距離支援攻撃を行い、ライトニングの足止めを担うが、ウイニングランチャーの射程距離を読み誤って撃墜される。
オカモト・ユキオ
声 - 木村昴
操作ガンプラ：ガンダムEz-SRシャドウファントム
電子戦担当。太縁眼鏡に白衣を纏った少年。情報工学科に在籍しており、対戦相手の情報収集・分析などの戦術面を支える参謀役。ビームかく乱幕や通信遮断などでチームをサポートするが、ウイニングの分離機能の前に戦術を崩され、自身も撃墜される。

### 宮里学院高校チーム「Gマスター」
昨年の西東京地区予選優勝校チーム。今年の地区予選も順当に勝ち進み、決勝戦で「トライ・ファイターズ」と対戦する。決勝戦は序盤から壮絶な消耗戦となり、最終的に「トライファイターズ」側のビルドバーニングが生き残ったため敗北し、準優勝となる。
スドウ・シュンスケ
声 - 大原崇
操作ガンプラ：百万式、ギラ・ズール（第9話回想）
チームリーダー。ガンダム作品とガンプラを愛しており、その影響からガンダム作品に登場する軍人キャラクターのような口調で話す。冷静沈着で礼儀正しく、チームメイトや周囲への配慮も欠かさない。しかし心中には、誇りを捨ててでも勝利に執着する熱い想いを秘めている。昨年の全国大会で我梅学院に惨敗した経験から自身のビルダーとしての資質に限界を感じ、今年の大会では旧友のミナトに専用機である「百万式」の製作を依頼した。過去にギャン子の兄・ススムと対戦した経験があり、その実力に深い敬意を抱いている。
サカシタ・ヨミ
声 - 野水伊織
操作ガンプラ：アメジストVガンダム
実力派の女性ファイター。普段はツンツンした態度だが、たまにデレることもある。好きな男性のタイプはイケメンより男前。基本的にお菓子等を食べていることが多い。転向してきたスガとは腐れ縁的な仲となり、表面上は邪険にしながらも良好な関係を築く。
「北宋の壺」を貶す発言をスドウとスガに一喝されて以降は他者を見下す発言を取らなくなるなど、精神面の成長も見られるようになる。
ヤス・メグタ
声 - 安済知佳
操作ガンプラ：ジオ・ジオング
チームの最年少メンバー。ガンプラのうんちくに詳しい。ガシャポン戦士集めが趣味で、現在流通している全商品をコンプリートしている。中途転入してきたスガとの練習バトルで完敗し、補欠メンバーに降格する。
スガ・アキラ
声 - 真殿光昭
操作ガンプラ：Gボンバー、ガンダムレオパルド・ダ・ヴィンチ
昨年の全国大会優勝校「ガンプラ学園」から突如転属（転入）してきたファイター。その外見や性格は『機動戦士ガンダム』の登場人物「スレッガー・ロウ」を彷彿とさせ、ガンプラ学園時代は「迅速のスレッガー」の異名で呼ばれていた。普段は軽薄な軟派男を装っているが、バトルでは対戦相手への礼儀と堂々とした戦いを信条としており、準決勝で自チームが倒した「北宋の壺」をけなしたヨミに「本気で戦った相手を侮辱するんじゃない！そういうことをすると、人としての器が小さくなる」と厳しく叱りつけたこともある。。ガンプラ学園でも2年連続でレギュラー入りした実力者で、一昨年の全国大会でイノセ・ジュンヤと対戦した経験から次元覇王流の存在も認識していた。
ジュンヤに対しては実力こそ認めつつも、その粗暴な戦いぶりから「二度とバトルをしない」を言うほどに嫌っている。しかし、セカイに敗北後の改心したジュンヤを見て考えを改め、純粋に楽しむためのバトルを申し込む。「トライ・ファイターズ」対「タイタン」戦の2日前に自動車免許を取得するが、運転は非常に下手で、それを知らずに同乗したジュンヤやヨミを恐怖に陥れる。

### 区立常冬中学チーム「フェイス」
西東京地区予選三回戦での「トライ・ファイターズ」の対戦相手で、今大会からの初参加チーム。メンバー全員がガンプラの知識をもたない素人で、塗装や改造を施していない最低性能の素組みガンプラを使いながらも、エースであるイズナ・シモンの実力のみで勝ち上がってきた異色チーム。三回戦は序盤から双方のメンバー2人ずつがフィールドアウトしたことからセカイとシモンの一騎討ちとなり、壮絶な打撃戦の末に惜敗する。
イズナ・シモン
声 - 西田雅一
操作ガンプラ：デスティニーガンダム、デスティニーインパルス
プラモデル部エース。昨年まではボクシングの中学生チャンピオンだったが、難病の弟・マモルを元気づけるためにガンプラファイターに転向し、マモルが作ったガンプラで選手権制覇を目指している。使用するデスティニーガンダムはマモルが作った素組み作品だが、ボクサーであるシモンの卓越した格闘センスによってきわめて高い戦闘力をもつ。
同じ格闘家で、マモルを元気づけてくれた恩義があるセカイと固い友情を結ぶ。敗退後もセカイのスパーリングパートナーを務めたり、差し入れをするなど積極的に「トライ・ファイターズ」を支援する。その縁でギャン子たち「北宋の壺」とも親しくなり、「トライ・ファイターズ」の試合では同じ観客席で応援する場面が増える。
マスダ・ゴロウ、タニオカ・コウジ
声 - 村上裕哉（ゴロウ）、須嵜成幸（コウジ）
操作ガンプラ：ムラサメ、ウィンダム
シモンを慕うチームメイトたち。シモンの足を引っ張っている自分たちの実力のなさを歯がゆく思っている。弟のために戦うシモンを勝たせたいという思いから、シモンに内緒でわざと負けるようセカイたちに頼み込む。試合ではシモンの事情を知って戦いを迷うユウマとフミナに体当たりを仕掛け、フィールドアウトによる相打ちに持ち込む。
イズナ・マモル
声 - 小堀幸
シモンの弟。難病で入院しており、病室でのガンプラ製作が唯一の楽しみとなっている。「フェイス」が使用するガンプラはすべてマモルが製作したもの。シモンたちの敗北を知らされても悔しがることはなく、もっと強いガンプラを作ると楽しそうにシモンに話す。地区予選決勝戦では会場に赴き、セカイたちの試合を観戦する。全国大会決勝でも、リハビリの甲斐あって外出許可が出たため、シモンとともにセカイたちの応援に駆けつける。メイジン杯ではジュニア部門に出場するも、惜しくも受賞は逃す。しかし受賞したサザキ・タテオから実力を評価され、ライバル宣言を受けた。エビローグではタテオとともにガンプラを作っている様子が描かれた。『アイランド・ウォーズ』冒頭では、シモンやタテオとともにトライ・ファイターズと北宋の壺とのガンプラバトルを観戦する。

### 私立ガンプラ学園チーム「ソレスタルスフィア」
静岡県代表。旧PPSE社技術開発部とガンプラ塾を母体に設立された、プラモデル製作の専門学校。エースのキジマ・ウィルフリッドを中心に、無敗の全国大会6連覇を成し遂げた最強チーム。
全国大会決勝で「トライ・ファイターズ」と激突し延長戦にもつれ込むが、わずかにおよばず惜敗する。
キジマ・ウィルフリッド
声 - 鈴村健一
操作ガンプラ：トランジェントガンダム
アランの甥で、公式戦無敗記録を継続中の中高生最強ファイター。重度の「ガンプラバカ」を自認するほどの熱烈なガンプラ愛好家であり、その純粋かつ真摯な姿勢はタツヤに通じるものがある。その強さゆえに同年代で渡り合える相手がチームメイトのアドウ以外におらず、全力を出せる好敵手の登場を熱望している。ニールセン・ラボで「トライ・ファイターズ」と相対し、タツヤ提案のバトルロワイヤルで自身と互角に渡り合ったセカイをライバルと認める。最終話エピローグでは、シアとともにフィンランドのルーカスのもとへ留学する場面が描かれる。
『アイランド・ウォーズ』では、ヨーロッパで行われているオープントーナメントの予選に出場していることがシアから語られる。
アドウ・サガ
声 - 細谷佳正
操作ガンプラ：クルーエルガンダム、ガンダムジエンド
ウィルフリッドに比肩する強豪ファイター。対戦相手を完膚なきまで叩きのめすバトルスタイルから、「デッド・エンドのサガ」という異名をもち、これまで破壊したガンプラは1000体を超えると噂されている。複数のガンプラのパーツを組み合わせたオリジナル機体の製作を得意とし、現在はその経験を踏まえた完成形である「ガンダムジエンド」を愛機としている。一流の実力をもちながらも、敗者を容赦なく罵倒するなど人格面に問題があり、小学生時代のユウマがガンプラバトルから離れる要因を作った張本人。ウィルフリッドと同じく同年代のファイターに敵がおらず、常に強者との戦いに飢えている。右手首の負傷で戦列を離れていた時期があり、現在も完治しないまま強行復帰している。
キジマ・シア
声 - 藤田咲
操作ガンプラ：G-ポータント、ガンダムダブルオーシアクアンタ（『アイランド・ウォーズ』）
ウィルフリッドの妹で、アランの姪。転校したスガの後任としてレギュラーメンバー入りした。イギリス留学のため地区大会では不在だったが、全国大会直前に復帰する。アランも一目置くほどの高いビルダー能力をもち、生き物の感情を読み取るかのようにガンプラの状態を正確に把握することができる。ファイターとしての活動と同時に、チームメイトのガンプラの調整も一手に引き受けている。たとえ対戦相手であってもガンプラを壊すことを好まず、格下の相手には実力差を見せつけたうえで降伏勧告を行う。レディ・カワグチからも実力を高く評価されており、後継者候補として目を掛けられている。作中では明確に描写されてはいないがガンプラバトルを始める以前はクラシックバレエを習っていたことがバトル中の行動などで示唆されておりレディの弁によると「プリマ」であるとのこと。
ニールセン・ラボの工作室でセカイと遭遇し、アドウとの戦いで損傷したビルドバーニングの修復を手伝う。同時にセカイへの的確な指導によって機体性能の底上げにも貢献するが、それは親切心だけではなく、「弱い敵を倒しても楽しくない」という考えからくるものだった。その一方で、セカイの強さと人柄にも魅かれており、フミナやギャン子からは恋敵として強く警戒されるようになる。全国大会でのスターウイニングの活躍を目の当たりにし、フミナを自身のライバルと認めるようになる。全国大会決勝後は密かにセカイのガンプラ製作をマンツーマンで指導し、それを知ったフミナとギャン子の嫉妬を買う。
『アイランド・ウォーズ』では新型バトルシステムのテストパイロットとして招待され、同じく招待されたフミナに抜け駆けさせないために、招待を辞退したウィルフリッドの代理としてギャン子を推薦する。
アラン・アダムス
「アラン・アダムス」の項を参照。

### 我梅学院チーム「ホワイトウルフ」
鹿児島県代表で、4年連続で全国大会に進出している強豪チーム。昨年の全国大会で宮里学院を一蹴しており、スドウを挫折させる直接の要因となる。全国大会準々決勝での対グラナダ学園戦で、急遽参戦したルーカスの前になす術なく敗北する。
マツナガ・ケンショウ
声 - 小上裕通
操作ガンプラ：ザク・マーナガルム
チームリーダー。血の気の多いチームメイトをまとめ上げる器量の持ち主。名前や容姿のモデルは、『MSV』に登場するジオン軍のエースパイロットの一人「シン・マツナガ」。
コシバ・ミノル
声 - 高橋研二
操作ガンプラ：ザク・アルヴァルディ
傲慢な自信家だが、その実力は本物。
ウズキ・ヨシキ
声 - 三好晃祐
操作ガンプラ：ザク・クラーケン
不遜な態度とは裏腹に、チーム戦での連携や戦術に長じたバトル巧者。打倒ガンプラ学園に闘志を燃やしている。

### 本牧学園チーム「グレート・K」
神奈川県代表で、全国大会の常連チーム。第二回戦で「ソレスタル・スフィア」と対戦するが、シアのG-ポータント1機にまったく歯が立たず敗北する。
カリマ・ケイ
声 - 杉田智和
操作ガンプラ：ケルディムガンダム、ヴェイガンギア・K、ラフレシア
チームリーダー。長髪が特徴で、軽い性格の少年。大型MAを好み、圧倒的火力を活かした殲滅戦を得意とする。アドウと対戦したセカイに挑んでガンプラ学園の実力を計ろうとしたり、セカイやウィルフリッドたちとの模擬戦では予備機を使用して手のうちを隠すなど、ファイターとしての礼節に欠ける面がある。模擬戦後は、セカイやシキ兄弟に名前と存在を忘れられて怒ったり、泣いて走り去るなど、コミカルな面が強調されるようになる。全国大会の開会式では、ミライに見惚れてだらしない顔を見せる。メイジン杯では得意の大型MAである「ラフレシア」を出展するも、規格外のサイズのため審査対象外となり、来場していたシキ兄弟から呆れられる。授賞式のバトルでは火力を生かした攻撃で次々と参加したガンプラを撃破するも、一方的なやり口がほかのファイターたちの反感を買い、一斉砲撃で破壊される。

### 統立学園チーム「SD-R」
新潟県代表で、三つ子のシキ兄弟で構成されたチーム。対戦相手の情報を基に緻密な連携と戦術を駆使するバトルスタイルが特徴だが、その実力は同じスタイルで戦う「SRSC」をもしのぐ。第二回戦で「トライ・ファイターズ」と対戦し、切り札の「スナイバル・ドラゴ・ギラ」を投入して優位に立つも、リアルモードに変形したスターウイニングの前に敗れる。
シキ・トシヤ
声 - 村瀬歩
操作ガンプラ：スナイバルガンダム
長男。前髪で片目を隠している。三兄弟一のビルダー能力の持ち主。かつては、ガンプラバトル選手権小学生の部の全国大会に2年連続で出場した経験があり、その実績をもってガンプラ学園への入学を志望していた。しかしガンプラ学園から不合格通知を下されたことで願いは潰え、その無念がやがてガンプラ学園への怨みと打倒に変わっていった。しかし「トライ・ファイターズ」との戦いで純粋にガンプラバトルを楽んでいたころの自分を思い出し、試合後、ウィルフリッドから「ガンプラを嫌いにならないでほしい」と告げられたことで過去のわだかまりを解き放つ。決勝前夜にはラルさんにガンプラ学園のバトルを録画した映像ディスクを渡し、「トライ・ファイターズ」にエールを送る。
シキ・ノブヤ
声 - 鈴木晴久
操作ガンプラ：ドラゴナーゲルガンダム
次男。額中央に垂らした一房の前髪が特徴。血気盛んなチームのムードメーカー。
シキ・カズヤ
声 - 高坂知也
操作ガンプラ：ギラカノンガンダム
三男。額中央の前髪が二又に分かれている。冷静沈着で情報分析能力に長けている。

### 天大寺学園チーム「ビルドバスターズ」
大阪府代表。元々地区内では特に強豪校ではなかったが、西日本一のビルダーであるサカイ・ミナトの途中加入によって、全国上位のチームへと変貌する。全員が大阪弁で話す。準決勝第2試合で「トライ・ファイターズ」と壮絶な消耗戦を繰り広げ、残存機数差で勝てる状況に持ち込ながらも、仲間の後押しであえて一騎討ちを挑んだミナトとユウマの死闘の末に惜敗する。
サカイ・ミナト
声 - 興津和幸
操作ガンプラ：荒鬼頑駄無、リクトライオン、すーぱーふみな、ΖΖII（『アイランド・ウォーズ』）、ガンダムドライオンIII（『バトローグ』）、こまんどふみな（『バトローグ』）、ういにんぐふみな（『バトローグ』）
ガンプラ心形流期待の若手で、東日本一のユウマと並び称される西日本一のビルダー。普段は陽気で人なつこいが、機嫌を損ねると口汚く好戦的な性格があらわになる。ファイターとしての実力も一流だが、当人はバトルでの優劣よりもビルダーとしての技術力を重要視している。ユウマを強くライバル視しており、メイジン杯への出場を蹴ってファイターに復帰した彼を自分との勝負から逃げたと批判するが、これをきっかけに「トライ・ファイターズ」の動向を注視するようになる。当初は母校のプラモ部には入部せずにフリーランスに活動しており、他校やイベント関係者などからの依頼でガンプラ製作を請け負っていた。女好きな一面があり、フミナやシアといった美少女に鼻の下を伸ばす場面もある。好物は冷コー（アイスコーヒー）で、ガムシロップを3個入れるほどの甘党。
依頼されたガンプラの納品のために訪れたGミューズでセカイとフミナに出会い、店内のバトルでセカイに圧勝、罵倒の言葉とともにガンプラの何たるかを語りその場を去る。結果としてこのバトルは、セカイとフミナに進むべき道を指し示すきっかけとなる。「トライ・ファイターズ」が自身が作った百万式を擁する「Gマスター」に勝利したことでユウマのガンプラバトルに掛ける覚悟を認め、同時に己の心の弱さと向き合う決意を固める。そして、ファイターとしてユウマと決着をつけるべく、母校のプラモ部に入部する。何度も入部を断っていた負い目からプラモ部員たちとは折り合いが悪かったが、部員の一人であるコデラがレギュラーの座を譲ったことで和解。このときコデラが語った「1日でも長く仲間とガンプラバトルがしたい」という思いを反映させ、メンバー全員で操作する合体MS「ガンダムトライオン3」を完成させる。
準決勝では、数の不利を感じさせない戦いぶりでトライ・ファイターズを圧倒し、トライオン3の必殺技、超咆剣ハイパーミノフスキー・トライザンでトライバーニングとスターウイニングを戦闘不能に陥れる。この一撃で粒子残量が残り少なくなったため、ユウマとの完全決着をつけるという気持ちを押し殺してチームの勝利を優先すべく、ライトニングとの一騎討ちを避けて制限時間いっぱいまで逃げ切ろうとするが、チームメイトたちの後押しを受けて、不利を承知で一騎討ちに臨む。互いにすべての武装を使い果たし、両機ともにボロボロになるほどの激闘の末に敗北するが、ユウマからメイジン杯での勝負を挑まれ、今度はビルダーとして再戦を誓い合う。決勝戦前日には「トライ・ファイターズ」の宿泊先のホテルを訪れ、徹夜でガンプラの修復と行うユウマを手伝う。
最終話のメイジン杯ではフミナをモデルにした「すーぱーふみな」を出展するも、肝心のフミナ本人からの許可を取っていないことをタツヤにとがめられ、入賞を逃す。
『アイランド・ウォーズ』では、ビルダー側の立場として新型バトルシステムのテストに招待される。
イサカ・ヒデオ
声 - 田中翔太
操作ガンプラ：ウミトライオン
チームリーダー。アンダーリムの眼鏡が特徴のしっかり者。
サトウ・ハルト
声 - 大隈健太
操作ガンプラ：ソラトライオン
レギュラーメンバーの一人。短気で皮肉屋だが、情に厚い性格。プラモ部への入部を何度も断っていたミナトの加入に難色を示すが、勝つために自ら補欠となったコデラの想いを汲んで入部を了承する。
コデラ・マサミ
声 - 天﨑滉平
ミナトが加入する前のレギュラーメンバー。仲間たちと全国に行きたいという思いから快くレギュラーの座をミナトに譲る。チームのために勝利にこだわってユウマとの戦いから逃げようとするミナトに対して、決着をつけるようにメンバーと共に説得した。

### グラナダ学園チーム「フォン・ブラウン」
徳島県代表。今年の大会ではフィンランドからの留学生であるルーカス・ネメシスをエースに迎え、打倒ガンプラ学園を目指す。学園生え抜きのファイターたちの実力も高く、シード枠で出場した全国大会二回戦をルーカス抜きで勝利する。
ルーカス・ネメシス
声 - 非公開（第1作）→朴璐美（『GBF-T』）
操作ガンプラ：ジェガン、クロスボーン・ガンダムX1フルクロス
前作にも登場した「ネメシス」会長の孫で、同チームの最年少専属ファイター。前作では幼く無垢な少年で、当時からガンプラバトルが好きで「ネメシス」を熱心に応援していたが、自身はガンプラの製作経験もファイター経験も皆無の素人だった。「ネメシス」を脱退したアイラから「勝ちたかったら自分でやれ」と一喝されたことがきっかけで、本格的にファイターとしての活動を始めた。当初は目立った戦績を残せなかったが、10歳ごろから頭角を現し、12歳から3年連続でヨーロッパ・ジュニア・チャンピオンに輝いている。ファイターとビルダーの分業制が確立している「ネメシス」内にあっても、祖父の要望でガンプラ製作からバトルまでの一切を独力で行っている。その実力は佇まいだけで初対面のセカイをたじろがせ、バトルを観戦していたガンプラ学園の面々をも戦慄させる。
グラナダ学園への留学後は同校のファイターたちを学園から借りたジェガンで一蹴し、レギュラーメンバーの座を勝ち取る。当初はガンプラ学園との試合まで温存される予定だったが、直前に行われたセカイとジュンヤのバトルに触発されて三回戦に急遽登板し、驚異的な強さで我梅学院を倒す。準決勝では自分以外のメンバーをチームの補欠要員から選抜し、試合中に機体への粒子の供給役に任命することでガンプラの出力を維持したまま行動できる状況を作り出してガンプラ学園を圧倒する。シアのG-ポータントやアドウのガンダムジエンドを一度は大破寸前まで追い込むも、出力維持のからくりを暴いたウィルフリッドと壮絶な激闘を繰り広げた末に惜敗する。
スリガ
声 - 藤原貴弘
グラナダ学園チームの監督。全国大会中はルーカスをガンプラ学園と戦うまで温存させ、ガンプラ学園との試合では彼にすべてを一任する方針でいる。ラルさんとも面識があり、彼がコーチを務める「トライ・ファイターズ」を警戒している。
アイバ・タイキ、トミタ・ルイ
声 - 古島清孝（アイバ）、石井真（トミタ）
操作ガンプラ：ギラ・ドーガ[C]
準決勝戦での出場メンバー。本来は補欠メンバーだったが、ルーカスの戦術プランに合致するとして抜擢される。チーム内では素行が悪いという評判だが、晴れ舞台に立たせてくれたルーカスへの恩義から、与えられた役目に徹する義理固さを見せる。

### 天山学園チーム「タイタン」
宮城県代表。第13回大会では、次元覇王流の使い手で全国トップレベルのファイターであるイノセ・ジュンヤをメンバーに迎えたが、ほかのメンバーたちとの不和からチームとしての連携は皆無に等しい。第三回戦で「トライ・ファイターズ」と対戦する。
イノセ・ジュンヤ
声 - 吉野裕行
操作ガンプラ：ディナイアルガンダム
次元覇王流の使い手で、セカイの兄弟子。セカイからは「ジュン兄（ジュンにい）」と呼ばれている。
2年前の第11回全国大会でガンプラ学園と引き分けた唯一のファイターで、ウィルフリッドやアドウも一目置く実力者。しかし、その人間性や戦いぶりは卑劣そのもので、特に直接対戦したスガからは蛇蝎のごとく嫌われている。昨年の第12回大会には不参加だったが、今年の第13回大会では補欠メンバーとして復帰する。学園内では不良の問題児として疎まれており、監督やチームメイトも高い実力のために仕方なくメンバーに加えているというのが実情である。バトル中もチームメイトとはいっさい連携せず、独断専行の戦いを繰り広げる。セカイと違ってビルダーとしても一定の技術を有しており、大会ではみずから改造を加えたディナイアルガンダムで参戦する。
修業時代は実力と人格の両面でセカイを引っ張るよき兄貴分だったが、師匠から奥義の伝授を拒まれたことに絶望し、ひたすら「強さ」のみを求める現在の歪んだ人格が形成された。そして、「奥義がないのなら、あらゆる技を吸収して最強に近づく」という考えに行きつき、古今東西のあらゆる格闘技を貪欲に習得するとともに、生身の戦いにはない強さを得るためにガンプラバトルを始める。さらに、その過程でアシムレイトにも目覚めている。
全国大会でセカイが繰り出した火の鳥の技を見て、師匠がセカイに奥義を伝授したと思い込み、強い嫉妬心を抱く。配下の不良を使ってユウマからビルドバーニングの予備パーツを奪おうとするなど、卑劣な手段でセカイたちを追い詰めようとする。「トライ・ファイターズ」との試合では序盤からセカイと激突し、これまで習得した多彩な技で優位に立つ。アシムレイト時はセカイの火の鳥の技をもコピーして圧倒するも、覚醒したセカイとトライバーニングのまえに逆転負けを喫する。最後にセカイが放った拳をその身に受けたことで、師匠が奥義を授けなかった理由を悟り改心。試合後はセカイに激励の言葉を述べ、本当の「強さ」を見つけるべく去っていく。決勝戦前夜にセカイの前に現れ、次元覇王流ではない技を伝授するとともにエールを送る。最終話エピローグでは、ギアナの師匠のもとを訪れる場面が描かれる。
タジマ・タクヤ、ナリタ・ヒカル
声 - 金野潤（タジマ）、三戸耕三（ナリタ）
操作ガンプラ：ガンダムアブルホールプラス、ガンダッシュブラスター
ジュンヤのチームメイトたち。横暴にふるまうジュンヤを快く思っていない。
天山学園コーチ
声 - 風間勇刀
問題児のジュンヤに悩ませられながらも実力は高く買っており、学園理事長を説得してジュンヤをチームに引き入れた。

### その他の人物
三代目メイジン・カワグチ（ユウキ・タツヤ）
「ユウキ・タツヤ」の項を参照。
レディ・カワグチ
声 - 東條加那子
操作ガンプラ：スターゲイザー、魔竜剣士ゼロガンダム、紅武者アメイジング、ケンプファーアメイジング
タツヤと同じく「カワグチ」の名を受け継いだ女性で、ガンプラ界における女流名人的存在。メイジンのものと似たデザインのサングラスを着用している。フミナが憧れている女性ファイターに似ているが、本人は「実年齢がばれる」という理由から知らないふりをしている。
ニールセン・ラボにてフミナの前に現れ、ガンプラバトルをもって彼女の欠点を指摘する。
イオリ・セイ
「イオリ・セイ」の項を参照。
サザキ・ススム
「サザキ・ススム」の項を参照。
ミホシ
「キララ」の項を参照。
フナキ・サトミ
声 - 安済知佳
操作ガンプラ：プチッガイ
ミライのクラスメートで、プロダクションの同僚モデル。『アイランド・ウォーズ』では、ミライに巻き込まれるかたちでベアッガイPの背中に搭載されたプチッガイの操縦を担当する。
ヒビキ
声 - 長沢美樹
ミライの所属プロダクションのマネージャー。上昇志向が強く、「ガン・コレ」ではミライをプロダクション代表として積極的に推薦する。
TAKU（タク）
声 - 野島裕史
操作ガンプラ：∀ガンダム（TAKU仕様）
人気絶大なアイドル系ロックバンド「3代目スゴック」のリーダーで、ボーカル兼リードギター担当。容姿の良さと知名度の高さを鼻にかけたナルシストで、有名人なら何をしても許されると思っている。「色恋は芸の肥やし」を座右の銘としており、気に入った女性を節操なく口説いている。「三度の飯より好き」と豪語するほどのガンダムマニアでもあり、ファイターやビルダーとしての実力も高い。「ガン・コレ」で共演したミライに執拗に言い寄り、デートを賭けて「ガンプラ・ラリー」で対戦するが、ミライの隠された実力の前に敗れ去る。
カリン
操作ガンプラ：旧ザク
「ガン・コレ」に参加した美魔女モデル。ガンプラ好きの息子がいる。「ガンプラ・ラリー」にも出場し、ゴール直前に転倒したミライをかわして優勝する。これをきっかけに全国大会のイメージキャラクターに抜擢されるが、大会直前に妊娠が判明したために辞退し、後任にミライを推薦する。最終話エピローグでは2人の子供（双子であるかどうかについては不明）とともに、ミライとサトミの仕事を見学していた。
師匠
セカイとミライ、ジュンヤに次元覇王流拳法を教えた人物。OPにはそれらしき人物がシルエットで登場する。セカイに格言めいた言葉を多数語っている。最終回エピローグでは、『機動武闘伝Gガンダム』の主人公「ドモン・カッシュ」と瓜二つの素顔を明かす。
サザキ・タテオ
声 - 広橋涼
操作ガンプラ：ギャン
サザキ家二男で、ギャン子の下の弟。長男ススムを幼くしたような容姿をもつ。メイジン杯のジュニア部門で優勝するほどのビルダー能力をもつ。ほかの兄弟と同様に高飛車な性格だが、同じジュニア部門に参加したマモルを自身のライバルとして高評価するなど、公正な一面も見せる。最終話エピローグでは、マモルと仲良くガンプラを作っている場面が描かれる。サザキ家には彼の下にも美形の弟がおり、3男1女の兄弟構成を知ったミナトからは「ザビ家」に例えられる。
ヤジマ・ニルス（ニルス・ニールセン）
「ニルス・ニールセン」の項を参照。
ヤジマ・キャロライン
「ヤジマ・キャロライン」の項を参照。

### 『アイランド・ウォーズ』の登場人物
少女
声 - 佐倉綾音
操作ガンプラ：スクランブルガンダム、プチッガイ
ヤジマ商事所有の島にやって来たセカイたちの前に現れた謎の少女。髪の左側に四つ葉のクローバー型の髪留めを付けている。この髪留めにはアリスタが仕込まれており、自分のガンプラを欲しがった少女の願いに反応したアリスタが新型バトルシステムに強制介入し、性能テスト中だったスクランブルガンダムの暴走事件を引き起こす。事件後にセカイたちと対面し、改めて彼らとガンプラバトルを行ったことで友情を築くが、直後に彼らの目の前で光となって消え去る。
その正体はレイジとアイラの娘で、容姿は母のアイラに似ており、両親同様にかなりの大食いである。

## 登場ガンプラ

### 解説
前作では、在来のキットをランナー単位で新規パーツと入れ替えることを前提に登場ガンプラがデザインされていた。しかし、劇中に2回しか登場しなかった「HGBF ガンダムフェニーチェリナーシタ」のヒットを受けて完全新規金型の商品でも売り上げが見込めると判明したため、本作からは、主人公機の「トライバーニングガンダム」など原典機のない（はっきりしない）オリジナルデザインの機体が多く登場するようになった。
メカニックデザインは前作のデザイナーが多く続投しているが、同時期放送の『クロスアンジュ 天使と竜の輪舞』へ専念するために降板した阿久津に代わり、プロモデラーのNAOKIをはじめとした新たなデザイナーも採用されている。
なお、本作からはダブルオーガンダムなど前作では未登場だった『機動戦士ガンダム00 Second Season』のガンプラが序盤以降から登場しているほか、太田垣康男の漫画『機動戦士ガンダム サンダーボルト』版のガンプラについても言及されている。『機動戦士ガンダムAGE』のガンプラは『GBF-T』本放送時点では本来登場できなかったが、関係各所の了解を得た上でヴェイガンギアの登場を実現させた。また、『アイランド・ウォーズ』ではディーヴァやフォトンリング・レイが登場するなど、徐々にその要素が増えている。

### 「トライ・ファイターズ」および協力者の使用ガンプラ
BG-011B ビルドバーニングガンダム
カミキ・セカイの使用ガンプラ。イオリ・セイが第11回世界大会後にスターバーニングを改修した機体で、ドムに偽装した姿で第7回世界大会優勝トロフィーの台座内部に隠されていた。バトル部の見学に訪れたセカイによって発見され、ライトニングとのバトル中に本来の姿を現す。
徒手での近接格闘を念頭に設計されており、いっさいの武装をもたない異色の機体。それゆえに長・中距離での攻め手には欠けるが、セイの卓越した工作技術により、セカイの次元覇王流拳法の動きを完璧に再現する可動性能を備える。火器類の宿命であるエネルギーや残弾数の制限がないため、継戦能力にも優れている。
内部フレームにはRGシステムの発展系が採用されており、機体各部の青いクリアパーツに貯蔵された粒子を一気に開放することで、次元覇王流の技の数々を使用できる。その際はクリアパーツがオレンジ色に発光し、手足や背中から炎のようなエフェクトが現れる。通常状態でもオーラ状の粒子を纏うことで相手の攻撃を弾いたり、ビームシールドのような防御膜を展開できる。セカイがプールで特訓を積んだ結果、放出した粒子を足場とすることで宇宙空間でも地上のように高速移動することが可能で、優れた突進力を発揮する。
機体デザインは大河原邦男。なお、「バーニングガンダム」という機名は『機動武闘伝Gガンダム』を英語圏で放送した際にゴッドガンダムの英称としても使われているが、これは偶然の一致であり、格闘型というコンセプトや劇中の演出で共通項が見出せるものの、両者の関連性はない。
使用技は以下のとおり。
- 聖拳突き（せいけんづき） - 地形を変えるほどの威力を秘めたパンチ。
- 疾風突き（しっぷうづき） - 右拳を突き出しながら全力で突進し、プラフスキー粒子による突風を巻き起こす。
- 聖槍蹴り（せいそうげり） - 高空に飛び上がり、落下による威力を加えた飛び蹴りを食らわせる。
- 蒼天紅蓮拳（そうてんぐれんけん） - 錐揉み回転しながら放つ強烈なアッパーカット。プチッガイ（ベアッガイF）も使用可能。
- 旋風竜巻蹴り（せんぷうたつまきげり） - 機体を回転させ、巨大竜巻をまといながら放つ飛び蹴り。竜巻は目くらましにもなり、フェイントで聖拳突きに派生したこともある。
- 流星螺旋拳（りゅうせいらせんけん） - 拳に膨大な量のプラフスキー粒子をまとい、手首を回転させながら突撃して放つパンチ。人間の関節構造では再現不可能な、ガンプラならではの技。「ソレスタルスフィア」との延長戦では、スターウイニングのファンネルによって形成されたプラフスキーパワーゲートによって、自らが巨大な炎の鳥に包まれる強化版を使用する。
- 弾丸破岩拳（だんがんはがんけん） - ウイニングナックルを装着し、地面に向かってパンチを叩き込むことで、猛烈な地震と突風を発生させる。
- 閃光魔術蹴り（せんこうまじゅつげり） - 急降下からの飛び蹴りで正確に敵機の関節部を狙い、さらにそこから飛び膝蹴りで追撃する。
- 波動裂帛拳（はどうれっぱくけん） - シアの助言で機体性能が向上したことで使用可能になった技。拳を地面に叩き付け、その波動の炎で相手を攻撃する。
- 鳳凰覇王拳（ほうおうはおうけん） - 巨大な鳥をかたどった炎を放つ、本来次元覇王流には存在しない技。波動裂帛拳同様、ビルドバーニングの性能が向上したことで使用可能となる。トランジェントとの戦いで初使用され、攻撃自体は避けられるもののバトルステージ内の月を破壊するほどの威力を見せる。しかし、その反動に機体は耐え切れず、使用後には両腕が崩壊する。トライバーニングへの改修後は、片腕で放つことも可能となる。のちにセカイによってカミキガンプラ流「鳳凰覇王拳」と命名される。
- 分身攻撃（正式名称不明） - 胸部に内蔵されたRGシステムのコアユニットからプラフスキー粒子を全面開放し、機体の分身を出現させ、覇王流の技をたて続けに繰り出す。
- 炎の剣（ほのおのつるぎ） - 全国大会決勝戦前夜にジュンヤに教わった4つの手刀を同時に放つ技をヒントに、似た挙動を持つトランジェントのランスビットの対抗策として編み出した技。放出した粒子を長大な炎の剣として振るう。

TBG-011B トライバーニングガンダム
成長したセカイのアシムレイトに耐えられるよう、ユウマが改造を施した姿。コンセプトは「各部装甲や関節部の強化」であり、それに加えてユウマの考案した粒子放出量を増大化させるシステム「バーニングバーストシステム」によってアシムレイト時の安定性を高めることに成功している。各部クリアパーツの露出面積が大きくなるように周囲の装甲形状も変更され、最大出力時にはこの装甲を排除し、全身から炎と化した粒子が噴き出す。
「ソレスタルスフィア」との決勝戦前日に、ユウマによって「トライ・ファイターズ」全機のポリキャップを共通化する改修が施され、延長戦直前のインターバルで破損した僚機のパーツを寄せ集めた応急補修が加えられる。
KMK-B01 カミキバーニングガンダム
全国大会終了後に、セカイがシアの指導を受けてみずから製作した機体。トライバーニングを参考にした赤いカラーリングと青いクリアパーツが特徴で、左肩には「神」の文字が刻まれている。セカイ自身が操縦することを前提に設計されており、ほかのファイターでは真価を発揮することができない。バーストモード時は、背部から日輪をかたどった粒子が放出される。腰背部には一振りの太刀を装備しており、炎の剣発動時の触媒としても利用される。
『アイランド・ウォーズ』では、左肩には「神」の文字からビームを出して敵を薙ぎ払う機能や、僚機をプラフスキー粒子と化して自機と融合させる新機能を搭載しており、対スクランブルガンダム戦では落下してくるコロニーすら食い止める圧倒的なパワーを発揮。さらに黄金神スペリオルカイザーを召喚し、スクランブルガンダムを一撃で倒す。
LGZ-91 ライトニングガンダム
コウサカ・ユウマが使用する「HGUC リ・ガズィ」の改造機。アーティスティック・ガンプラ・コンテストのグランプリ受賞作品で、両肩の高精度センサーを銃器に接続・連動させることで、長距離射撃において真価を発揮する。原典機の変形用バック・ウェポン・システム (B.W.S.) を発展させた「ライトニングバックウェポンシステム (L.B.W.S.)」は、MS形態においても機体のバックパックに装着することで強化ブースターとして機能し、分離させての単独運用や、規格が適合する別の機体にも装着できる。飛行形態への変形時は、バックパックとライフルをいったん分離させ、機体を仰向けにしたうえで行う。
武装は、頭部バルカン砲2門、左腕とシールドに内蔵されたビームバルカン、機関部のハンドガンに長短のバレル、センサーユニットを装着・換装させて使用するビームライフル、両サイドアーマー裏に格納されたビームサーベル2基、ライフルの銃座も兼ねる小型シールド。L.B.W.S.はビームキャノン2門とミサイルポッド2基のどちらかを選択して装備し、ライトニング本体との合体時は機首部分をシールドに装着する。
機体デザインは海老川兼武。
LGZ-91Fb ライトニングガンダムフルバーニアン
全国大会用の新型バックパック「L.B.W.S.Mk-II」と合体した姿。左右の可動式ブースターポッドの追加といった推力面の強化によって大幅な機動性向上を果たしており、MS形態のままでも特殊システムによる高速移動状態の機体に追いつけるほどの速力を発揮する。
武装はポッド接続部付近に設置された2門のビームキャノンとポッド側面に内蔵されたミサイルポッドのほか、新型バレルとライトニング本体のハンドガンを連結させた「ハイ・ビームライフル」を新たに装備する。ハイ・ビームライフルは、従来の肩部センサーに加えてビームキャノン砲身と連結機構が追加され、より強力な射撃が可能となった。また、場合によっては二丁を携行することもある。
LGZ-91St ライトニングガンダムストライダー
『アイランド・ウォーズ』に登場。第14回中高生選手権用にユウマが制作した「L.B.W.S.Mk-III」を装着した姿。
MSZ-006LGT ライトニングΖガンダム
全国大会終了後のメイジン杯でユウマが出品したΖガンダムの改造機で、オープンコースの優勝作品。配色は原典機を踏襲しつつ、背部フライングアーマーをはじめとする全身の形状にアレンジが加えられており、フルスクラッチと見まごうばかりの出来栄えとなっている。ウェイブライダー形態への変形機構を排した代わりに、各部のパーツを組み替えることで機体特性を変化させることができる。最大の攻撃は、背部フライングアーマーを装着した両腕で保持したシールドビームキャノンから放たれる不死鳥型大出力ビーム「フェニックスバースト」。
RGM-237C パワードジムカーディガン
ホシノ・フミナが使用する「HGUC パワード・ジム」の改造機。オリジナルの追加武装と装甲で火力と防御力を強化。装備分の重量増大で低下した機動性は、バックパックや脛に増設されたスラスターで補っている。
武装は頭部バルカン砲2門と、ビームスプレーガンに似た形状のビームマシンガン、両肩に設置されたビームサーベル計2基、両腕の増加装甲に内蔵されたガトリングガン計2門、マニピュレーターに内蔵されたダミーバルーン、オリジナルバックパック「パワードアームズパワーダー」上部に設置された大型ライフル2門、同じく両脇に設置されたシールド2枚。大型ライフルとシールドはフレキシブルアームで保持されており、通常の腕と同じようにこれらの武装をあつかえる。
機体デザインは有澤寛。
SD-237 ウイニングガンダム
フミナが全日本ガンプラバトル選手権用に製作したオリジナルガンプラ。「Gミューズ」でのセカイとミナトのSDガンダム同士のバトルから得たアイディアをもとに、組み換えギミックを盛り込んだSD体型機として完成した。
近距離型のビルドバーニング、遠距離型のライトニングの間をつなぐ支援機としての役割を担い、高速移動形態「コア・ブースター」に変形することで遊撃戦にも対応する。機体の各パーツは僚機の強化パーツとしても使用可能で、胴体部分はビルドバーニング用の巨大グローブ「ウイニングナックル」、脚部とバックパックはライトニングのビームライフル用の強化バレル「ウイニングランチャー」に、それぞれ変形する。残った頭部パーツもコア・ファイターとして単独行動が可能で、この状態でも一定の戦闘力を有している。西東京地区予選決勝ではコア・ファイターをビルドバーニングの手首に強引にドッキングさせ、即席の強化パーツとする。しかし、逆にいえば本機は「操縦・戦闘可能な強化パーツ」であり、決め手が僚機頼みで単独での戦闘能力が劣るという欠点がある。
武装はコア・ファイター時の主武装となる頭部バルカン砲2門、主力火器であるビームマシンガン、回転鋸「バズソー」と高精度センサーを組み合わせた複合盾「レドームシールド」。ビームマシンガンは銃口からビームサーベルを発振可能であり、頭部ブレードアンテナと合体することでビームボウガンとしても使用可能。また、ウイニングランチャーは自身のビームマシンガンの強化バレルとしても使える。
機体デザインは寺島慎也、アニメーションデザインは有澤寛。
SD-237S スターウイニングガンダム
サポート機としての機能を継承しつつ、劣っていた単体での戦闘能力を強化した姿。「SDとリアルの融合」というコンセプトを基に、四肢を延長したリアルモードへの変形機構を新たに追加している。ジェネレーターを最大限利用することで初めて変形が可能となるが、そのデメリットを跳ね返すほどの高い攻撃力を発揮する。一部分のみをリアルモードに変形させることも可能で、状況に応じた柔軟な戦いが可能。背部には新開発の強化バックパックが追加され、コア・ブースターの後部に連結させることで「メガ・コア・ブースター」となる。第14回ガンプラ選手権では、僚機との連携機能が大幅に改良されている。
強化バックパックはリアルモード時の手足も兼ねており、分離状態では合計4基の遠隔操作ビット「スターファンネル」として使用できる。スターファンネルは、強力なハイパービームキャノンを内蔵した脚部兼用の「ガンビット」、防御用のビームバリアを展開する腕部兼用の「ガードビット」の2種類があり、ガードビット側面のパーツは2基を合体させての使用も可能な手裏剣「スタークロス」となる。バトル時の各ビットからはプラフスキー粒子による緑色のエネルギー刃が常時展開され、それを活かした斬撃や、プラフスキーパワーゲートの形成も可能。携帯火器として、ビームマシンガンと着脱式のブレードパーツ（銃剣）で構成される「メガブレード」を装備。リアルモード時の奥の手として、機体各所の粒子ジェネレーターを直結した「フルモード」が設定され、頭部アンテナからW字型の高圧縮粒子を放つ必殺火器「ウイニングビーム」の使用が可能となる。
KUMA-F ベアッガイF（ベアッガイファミリー）
カミキ・ミライが初めて製作したベアッガイIIの改造機。「ガン・コレ」イベントの「ガンプラ・ラリー」用に製作された作品で、ユウマの指導もあって高い完成度を持つ。アッガイベースの機体であることから、水中戦の適性が高い。
白い親機「ママッガイ」と、ユウマがミライにプレゼントした水色の子機「プチッガイ」の2機構成となっており、プチッガイは椅子型バックパック「チェアーストライカー」を介してママッガイの背に乗せられている。この状態のプチッガイはママッガイの動きに合わせたリアクションポーズをとるのみだが、分離しての単独行動も可能となっている。プチッガイは短い手足ながらも可動性は高く、正確にミライの次元覇王流拳法のモーションをトレースでき、大型のMSをも吹き飛ばすなどパワーも引けを取らない。また、シャボン玉を作り出してなかに入ることで、水面を走れる。最終話の乱戦バトルではママッガイカラーのプチッガイが単機で参戦する。
機体デザインは海老川兼武。
KUMA-P ベアッガイP（ベアッガイ・プリティ）
ユウマがミライのグラビア撮影用に製作したべアッガイIIの改造機。可愛らしさに重点が置かれ、天使の翼と頭上の輪をあしらったバックパック「LOVEストライカー」と、ハートを模した「プリティステッキ」を装備する。製作したユウマ自身のこだわりにより、バトルにおいても高い性能を発揮する。
スクランブルガンダムの暴走事件では、フナキ・サトミ操縦の茶色いプチッガイを背中に乗せたベアッガイFに近い仕様で実戦投入される。
GW-9800 ガンダムエアマスター（コウサカ・ユウマカラー）
小学生時代のユウマが使用していた「HGAW ガンダムエアマスター」の改造機。パーソナルカラーの青に塗り替えられ、両足側面にガンダムレオパルドのセパレートミサイルポッド、オプションとしてガンダムXのシールドバスターライフルや狙撃用のビームランチャーを装備する。小学生離れした高い完成度をもつが、アドウにとのバトルではまったく歯が立たずに破壊される。
武者號斗丸（ムシャゴッドマル）
Gミューズの店員の教えを受け、セカイが初めて独力で製作したガンプラ。素組みにシールを貼った簡単仕上げだが、鎧の着脱や「スーパーモード 爆熱の陣」への変形といったキット本来のギミックは問題なく再現できる。ミナトとの野試合で荒鬼頑駄無と戦うが、SDガンダム特有の手足の短さが災いして次元覇王流の動きを再現しきれず、胴体を両断されて敗北する。
MS-09R-35 ドムR35
メイジン杯でのバトルでラルさんが使用するドムの改造機。「ランバ・ラルが受領したドムを自分用にカスタマイズした機体」という設定で、全身が青系に塗装されている。背部や胸部前面に高出力スラスターを増設し、両腕にはヒートサーベルを格納したオリジナルデザインのスパイクシールドを装備している。ラルさんの高い技量と相まって、タツヤのアメイジングレッドウォーリアとも互角に渡り合う戦闘力を発揮する。

### 聖鳳学園プラモデル部の使用ガンプラ
AEU-09T AEUイナクト（ミヤガ・ダイキ仕様）
ミヤガ・ダイキがバトル部とのバトルで使用する、「HG AEUイナクト」の改造機。GPベースの登録名は通常の指揮官型イナクトだが、各部の形状や武装はアリー・アル・サーシェス専用機と同じで、黄緑のオリジナル塗装が施されている。ミヤガの高い工作技術が反映された逸品で、プラモ部員は2日間あればこの程度の作品は作れるとミヤガは語る。
AEU-MA07013 アグリッサ
フミナに追い詰められたミヤガが、レギュレーション違反を承知で召喚したMA。イナクトと同じ黄緑色のカラーで、原典機と同様にイナクトとの合体が可能。
RMS-116 ハイザック
バトル部対プラモ部のバトルでシノダ・エリが使用するガンプラ。形状や塗装は『機動戦士ガンダム 逆襲のシャア』に登場する「ホビー・ハイザック」と同じだが、GPベースの登録名は通常のハイザックとされている。ハイザック・カスタムが使用する狙撃用ビームランチャーを携行している。

### 「北宋の壺」の使用ガンプラ
AMX-104GG R・ギャギャ（アール・ギャギャ）
サザキ・カオルコ(ギャン子)が使用する「R・ジャジャ」の改造機。原典機がギャンの発展型という設定から、ギャン子の愛機に選ばれた。各部の形状がよりギャンに近くなり、シルバーにゴールドのアクセントカラーで塗装されている。さらに、兄・ススムの愛機ギャンバルカンのヴァリュアブルポッドのパーツが一部使用されている。
増加スラスターと4箇所の側面から発生させるビームカッター、10基のミサイルポッドを内蔵したギャン型シールドが特徴で、そのうちの1つは兄から譲られたもの。通常はフレキシブルアームを介して両肩に接続されているが、取り外して通常の手持ち盾とすることもできる。その強度は特筆すべきものがあり、ビルドバーニングの技を完全に防ぎ切り、打撃武器としても敵機の装甲を叩き潰す威力がある。そのほかの武装は、ギャンのビームサーベル2基を連結したような形状のツインビームソード、原典機と同じ左腰に装備された鞘付きビームサーベル、両肩アーマー後部に装備されたガトリングガン計2基。
YMS-15KRT02 ギャンスロット
『アイランド・ウォーズ』に登場。第14回中高生選手権でギャン子が使用する「HGUC ギャン(REVIVE)」の改造機。機体名の「ギャンスロット」は円卓の騎士の一人「ランスロット」に由来し、西洋の甲冑騎士をイメージして外観を持つ。
武装はジオンマークを模したマシンガン内蔵型ランス、原型機と同型のビームサーベル、兄・ススムのギャンと同じワイヤー射出機構を備えたシールド、背部左右から展開される攻防一体のビームマント、同じくビームで形成される頭部飾り。ランスは天に掲げることで、落雷を発生させる機能を有する。
GF13-050NSW ノーベルガンダム（シグレ・マヒル仕様）
シグレ・マヒルが使用する「ノーベルガンダム」の改造機。紫色のカラーリングが特徴で、後頭部がマヒルの髪型を模したポニーテールになっている。武装はライジングガンダムから流用したライジングアローとヒートナギナタ。
JMF-1336R ライジングガンダム（サノ・ケイコ仕様）
サノ・ケイコが使用する「ライジングガンダム」の改造機。装甲の一部が濃紺に塗装されている。
ZGMF-X56S/gmb インパルスジム（マヒル仕様）、ZGMF-X56S/gma インパルスジムwktkカスタム
『アイランド・ウォーズ』に登場。第14回中高生選手権でシグレ・マヒルとサノ・ケイコが使用する「HGCE フォースインパルスガンダム」の改造機。両機ともに胴体がインパルスガンダムで、インパルスジムにはGビットに似た頭部が、wktkカスタムには陸戦型ジムに似たジムタイプの頭部がそれぞれ取り付けられている。武装はインパルスジムが大口径ビームガンとシールド、wktkカスタムは小口径のビームガンと、インパルスジムと形状の違う扇型のシールド、トサカ状のブレードが装着されたバックパック。これらの装備はチームオリジナルの強化パーツ「ザ・ノーザンポッド」であり、それぞれを合体・飛翔させることで火の鳥のようなエネルギーを纏った必殺攻撃が可能。

### 「SRSC」の使用ガンプラ
「HGUC ガンダムEz8」をベースに、各機ごとの役割に応じた改造が施されている。機体名の「SR」は、「成練」の略称。いずれの機体もデザインはNAOKI、アニメーションデザインは有澤寛が担当している。
製品は「【SDBF】SxDxGガンダム」として所属ビルダー所有の3機が同梱されている。
RX-79[G]Ez-SR1 ガンダムEz-SRイントルーダー
イチバシ・ダイゴが使用する白兵戦闘機。バックパックの増加ブースターにより、高い機動性を発揮する。武装は短銃身化されたショートバレルビームライフルと両腕の電磁ナックル、左側ナックルガードに懸架されたビームサーベル2基。3機の中では、最もガンダムらしい頭部形状を持つ。
RX-79[G]Ez-SR2 ガンダムEz-SRエリミネーター
ニシカワ・ショータが使用する遠距離砲撃機。180ミリキャノンとミサイルポッドを左右に装備したバックパックを装備し、機動性低下と引き換えに高い火力を発揮する。隠密用の光学迷彩幕を展開することで、敵の死角からの攻撃を可能としている。ジムに似たゴーグルタイプの頭部が特徴。
RX-79[G]Ez-SR3 ガンダムEz-SRシャドウファントム
オカモト・ユキオが使用する情報戦用機。バックパックの大型レドームを後頭部に水平接続することで、広範囲の索敵を可能とする。両肩の通信遮断機によるジャミングで相手チームを分断し、孤立した機体を各個で撃破する戦法を行う。ジャミング中はワイヤーによる有線通信を用いることで、自軍の連携に支障をきたさないように配慮している。原典作品に登場するミノフスキークラフトの機能を再現した「プラフスキークラフト」を搭載しており、大気圏内フィールドでも高い飛行能力を発揮する。頭部前面はスコープ型のフェイスガードで覆われている。

### 「Gマスター」の使用ガンプラ
MSN-001M 百万式（メガシキ）
スドウ・シュンスケがサカイ・ミナトに発注した「HGUC デルタガンダム」の改造機。鑑賞用のアーティスティックガンプラと見紛うほどの精密な造りながら、金属パーツへの置換や薄紫の耐ビーム塗装といった実戦的な改造も加えられている。
武装はデルタガンダム純製の頭部バルカン砲とビームライフルに加え、ウイングバインダー側面に日本刀状の高出力ビームソードを2基装備する。このビームソードには粒子変容効果が付加されており、R・ギャギャのシールドやライトニングのビームサーベルをも一方的に打ち破る切断力を発揮する。背部に装着されたバックパック「メガライドランチャー」は、MSを騎乗させたり下部フックで牽引することができる支援メカ形態「メガライダー」、両側に百万式本体のウイングバインダーを装着した飛行形態「メガフライヤー」、百式が装備するメガ・バズーカ・ランチャーに似た砲撃形態「メガランチャー」の3形態に変形する。ランチャーの砲身部分はビームサーベルとしても使用可能。
LM312V04 アメジストVガンダム
サカシタ・ヨミが使用する「HGUC ヴィクトリーガンダム」の改造機。薄紫色のカラーリングが特徴で、原典作品でVダッシュガンダムが装備していたビーム・スマートガンを携行し、背部には「HG ソードインパルスガンダム」のソードシルエットを装着している。
G-P.A.R.T.S DELTA Gボンバー
スガ・アキラが使用する「HGUC Gファイター」の改造機。「ボンバー（爆撃機）」の名のとおり、大型化した主翼上面に4基のミサイルランチャー、胴体のコンテナにも多数の爪型ミサイルを装備し、弾幕による飽和攻撃を行う。底面にはMSの腕と同等の機能を持つ隠し腕が内蔵されており、通常の戦闘機にはない高い格闘能力を発揮する。原典機の分離合体機能も有しており、西東京地区予選決勝では機首のAパーツを破壊されながらも、同じく下半身を破壊されたアメジストVに後部のBパーツを合体させ、戦闘を継続する。
GT-9600-DV ガンダムレオパルド・ダ・ヴィンチ
スガがメイジン杯での乱戦バトルで使用するガンダムレオパルドの改造機。機体名の「ダ・ヴィンチ」は「探究心と独創性の人」である「レオナルド・ダ・ヴィンチ」に敬意を表してつけたとされているが、実際は単なる駄洒落である。全体の体型がスマートになり、右肩に5連装ミサイルポッド、右腕にビームライフル、バックパック左側アームにハイパーガトリングを装備している。さらに、両肩に2連装ビームキャノン、両脛にミサイルポッドを追加した重武装形態も存在する。
ジオ・ジオング
ヤス・メグタが使用するジオングの改造機。スガとの練習バトルで原型をとどめずに破壊されたり、遅刻したヨミの代役として出場しようとしたヤスのバッグから取り出されようとする場面での登場のみで、詳細な形状や性能は不明。

### 「ソレスタルスフィア」の使用ガンプラ
GN-9999 トランジェントガンダム
キジマ・ウィルフリッドの使用ガンプラ。『機動戦士ガンダム00』に登場する太陽炉搭載機をベースとした機体で、背中に太陽炉搭載機の特徴であるコーン型スラスターをもつ。特定の改造母体がないスクラッチモデルとして製作されているが、外観の特徴は主役機であるガンダムエクシアやダブルオークアンタに似せてある。高度な粒子制御能力を活かした高い飛行能力を有し、バトル中は基本的につま先立ちのような浮遊姿勢を取っている。最大の切り札として、バーニングバーストシステムと同質の粒子全開放システム「トランジェントバースト」を搭載しており、機体出力を爆発的に上昇させることができる。システム発動時は、背中の3枚のクリアパーツから巨大な青白いプラフスキーウイングが出現する。全国大会決勝戦の延長戦では、トライバーニングの火の鳥に対抗して、白い虎をかたどったエネルギーを放出する「バーストランサー」を披露する。
主武装大小のクリアパーツ製の刃を取り付けた双頭槍「GNパルチザン」。大型刃部分を左右に展開することでライフルモードに変形するほか、2つの小槍に分割したり、粒子変容効果で作り出した胞子状ビット、さらにパルチザン自体を「ランスビット」として遠隔操作することができる。通常は一振りのみの装備だが、「トライ・ファイターズ」との決勝戦では二振りを同時に携行して出撃する。予備武装として、両手首に内蔵式のGNバルカン兼GNビームサーベルを装備している。
メカニックデザインは海老川兼武が担当。
RX-END ガンダムジエンド
アドウ・サガの使用ガンプラ。トランジェントと同様に特定の改造母体はないが、黒基調のカラーリングや外套状の開閉式ウイングユニットなど、「ガンダムデスサイズヘル」に類似した外観をもつ。
通常時は畳んだウイングとプラフスキー粒子製の赤いマントで全身を覆った「ガード形態」で活動し、本気の戦いではウイングを大きく跳ね上げた「アタック形態」、そこから両肩のアイセンサーと胸部の口を展開した悪魔のような姿「アクマッガイ形態」、さらに胸部の口からユニコーンガンダム似の小型MS「イッカク」を露出させた「最終脱ガンダム形態」へと変形する。胸部の口は、噛みつきによる攻撃のほか、敵のビームを吸収するアブソーブ機能を有している。イッカクは体ごと額の一本角を回転させて敵を貫いたり、ユニコーンガンダムのデストロイモードに似た「ツノワレ形態」に変形する。
武装は、デビルガンダムを参考にしたガンダムフェイス型の大型マニピュレーター「フィストジエンド」と、その指先から射出される弾丸状の遠隔操作兵器「DEファング」、リボルバー拳銃型のビームガン「ショットジエンド」。フィストジエンドは、フェイス部分に隠された口からビームを発射したり、鋭い牙で敵機を噛み砕く「デッドエンドフィンガー」という技をもつ。ファングは複数個を繋げることで、より突貫力を強化することが可能。指先にはビームサーベルの発生器が内蔵されている。
メカニックデザインは石垣純哉が担当。
GNW-100P G-ポータント / ガンダムポータント
キジマ・シアの使用ガンプラ。トランジェントと同じく太陽炉搭載機をイメージして作られた機体で、背部コーンスラスター両側、腰背部モジュール両側、左右脛側面に2枚ずつ、計6枚の粒子制御翼をもつ。アランに「パーフェクト」と言わしめるほどの高い完成度をもち、シアの操縦技術が合わさることで、力押しに頼らない軽やかな舞のような戦いを可能としている。最大の特長は任意の範囲に展開される粒子変容フィールドで、飛来する弾頭やミサイルを起爆させずに受け流したり、足裏に展開することでビームの光軸上をスケートのように滑走するといった芸当が可能。さらに全身に展開することで、GNフィールドに似た強固な防御膜となる。腰背部のコンテナユニットには5機のメンテナンスマシン「カレル」が内蔵されており、各機に充填された接着剤やパテを使用することで、バトル中での自機や僚機の修理を可能としている。
武装は頭部のGNバルカン、長銃身型ビームライフル「GNスマッシュライフル」、握り懐剣状のグリップが特徴の「GNピアスソード」、腰背部の左右に装備されたGNビームサーベル2基。
各部の粒子制御翼とコンテナユニットは、専用のコアパーツと結合させることで鳥型のサポートマシン「ポータントフライヤー」となる。この状態では太陽炉をもたないため、稼働時間が短いという弱点をもつ。
メカニックデザインは寺岡賢司が担当。
GNT-0000SHIA ガンダムダブルオーシアクアンタ
『アイランド・ウォーズ』に登場。キジマ・シアが使用する「HGダブルオークアンタ」の改造機。Gポータントと同じ緑基調のカラーリングと、猫耳を模した頭部形状が特徴。
Gポータントがチーム戦に適したサポート型の機体であるのに対し、こちらはトランジェントのように単機での攻撃性能を追求した対多戦用の機体として製作されている。原典機と同様にクアンタムシステムを搭載しており、圧倒的な粒子放出量およびコントロール能力を有している。
武装はオリジナルの形状をしたGNソードと、トランジェントのGNパルチザンの穂先を流用したGNソードビット2基、ソードビットのキャリアとシールドを兼ねる左肩のGNバインダー。

### 「ホワイトウルフ」の使用ガンプラ
全機が「HGUC 高機動型ザク」系のガンプラをベースとしている。メカニックデザインはNAOKIが担当。
MS-06R-WW-1 ザク・マーナガルム
マツナガ・ケンショウが使用する格闘機。白地に金のエングレーブカラーに、左肩に狼の頭を模したスパイクアーマー、右肩に狼の尾を模したシールドが特徴。武装は専用の大型ヒート・ホークを装備する、1stガンダムにてドズル・ザビがソロモン戦で使用した銃に酷似した専用ライフルを装備する。
MS-06R-WW-2 ザク・アルヴァルディ
コシバ・ミノルが使用する重装甲機。ザクらしい緑基調のカラーリングに、背中の大型タンク2基、ザクの右肩シールドを改造した両手のスパイクシールドが特徴。
MS-06R-WW-3 ザク・クラーケン
ウズキ・ヨシキの使用するサイコミュ攻撃機。黒基調のカラーリングに、頭部モノアイを覆うスリット型の追加装甲、両肩のファンネル付きシールド、ジオングやサイコミュ試験型ザクに似たビーム砲内蔵型マニピュレーター、足首を丸ごと換装した大型スラスターが特徴。

### 「SD-R」の使用ガンプラ
共通のオリジナルSDガンプラを素体に、それぞれの役割に応じたカスタムが施されている。バトルでは爆弾などのトラップを駆使したゲリラ戦術を主体としているが、単体の戦闘能力も充分に高い。メカニックデザインは今石進が担当。
キットは「【SDBF】SxDxGガンダム」として3体セットで発売された。
SDG-R1 スナイバルガンダム
シキ・トシヤの使用ガンプラ。基本装備は右肩のパイルバンカーと左腕のシールド。
SDG-R2 ドラゴナーゲルガンダム
シキ・ノブヤの使用ガンプラ。背部に粒子吸収用の改良型アブソーブ・システムを搭載しており、使用時には胸部前面に展開する。
SDG-R3 ギラカノンガンダム
シキ・カズヤの使用ガンプラ。基本装備は右肩のキャノン砲。
スナイバル・ドラゴ・ギラ
3機が合体した巨大な三つ首竜形態。対ガンプラ学園用にトシヤが考案した切り札だが、合体前に大量のプラフスキー粒子を吸収する必要があり、3機分の装備をすべて装着しなければならない。拘束用の黒い光や、防御用障壁を繰り出す。最終話の乱戦バトルでは金色に塗装された姿で登場する。

### 「グレート・K」の使用ガンプラ
ヴェイガンギア・K
「グレート・K」の3人が使用する「ヴェイガンギア・シド」の改造機。金色のカラーリングが特徴。通常のガンプラと同等の大きさのミサイルや高出力のビームなど、全身に大量の火器を内蔵している。
ほぼすべてのシーンがアニメーターによる手描きで描かれているほかのガンプラと異なり、本機は原典作品の『機動戦士ガンダムAGE』劇中と同じく3DCGで描画されている。

### 「ビルドバスターズ」の使用ガンプラ
最強機動 ガンダムトライオン3（さいきょうきどう ガンダムトライオンスリー）
サカイ・ミナトが選手権用に製作した「HGUC ΖΖガンダム」の改造機。『ガンダムトライエイジ』に登場する「ガンダムトライゼータ」のスーパーロボット的要素を取り入れつつ、ミナトの趣味が反映された作り込みがなされている。
原典機と同様に機体を3機のメカに分離・変形させることが可能だが、各メカの形状は動物風にアレンジされており、合体方法も異なる。合体時は各メカのファイター3名が「レッツ・トライ・オン」と叫び、スーパーロボット的演出が盛り込まれた合体シーンを経て完成する。合体後は大型MAクラスと同じくファイター3人によって操作されるが、機体そのものは通常のHGサイズであるため、大型機としての利点はない。さらに、「複雑な合体機構により機体強度が犠牲になっている」とユウマから指摘されるが、ミナト自身はそれをロマンだとして意に介さない。ただし、各メカは単体でも充分な戦闘能力を有しており、合体時は「トライ・ファイターズ」の3機がかりの攻撃に押し勝つほどの出力を発揮する。合体中は機体の周囲にバリアを展開することで、合体中に攻撃される弱点を克服している。
武装は原典機と同じ額部のハイ・メガキャノンに加え、ロケットパンチのごとく撃ち出した両腕をガイドビームを介して遠隔操作する「アームドブースター」、リクトライオンの両目から発射されるビームを収束して撃ち出す「ライガーグレア」、両腕のウイングシールドを赤熱化させて敵を斬り裂く「ヒートウイング」、頭部アンテナをブーメランとして投擲する「ブーメランスタッガー」、背部に装備された2門の高出力ビーム砲「ダブルキャノネード」、蹴りと同時に脛前面のソラトライオンの爪で敵を捕縛して投げ飛ばす「ラプターブレイカー」と、遠近問わない多彩な武装を搭載している。
必殺技はソラトライオンの頭部とウミトライオンの尻尾が合体して完成する巨大ビームソード「超咆剣（ちょうほうけん）ハイパーミノフスキー・トライザン」。発動時はリクトライオンの口から発せられる球形のエネルギーフィールドで敵を拘束し、同じく口内に格納されたハイパーミノフスキーの柄を取り出して刀身を展開、「G」をかたどった3つの斬撃で敵を完全破壊する。
メカニックデザインは大河原邦男が担当。
TRY-M1 (RM-01) リクトライオン
ミナトが操縦するライオン型メカで、合体時は胸部とバックパックを構成。背中のダブルキャノネードによる砲撃が可能。
TRY-M2 (RM-02) ウミトライオン
イサカ・ヒデオが操縦するエイ型メカで、合体時は上半身を構成。
TRY-M3 (RM-03) ソラトライオン
サトウ・ハルトが操縦する隼型メカで、合体時は下半身を構成。飛行時は、腰アーマーからビームウイングを展開する。
荒鬼頑駄無（コウキガンダム）
ミナトがGミューズ店内でのセカイとのバトルで使用するガンプラ。店内の商品棚から適当に選んだキットを即席で製作したものだが、差し替えなしで飛勇鶴形態へ変形できるなど高い完成度をもつ。
SF-01 すーぱーふみな
声 - 牧野由依（『バトローグ』）
全国大会後のメイジン杯でミナトが出品した機体。ミナトのフミナへの想いを具現化したMS少女的作品で、メイド服姿のフミナのフィギュアに、パワードジムカーディガンに似せた外装を施している。型式番号の「SF-01」は、「SAKAI FAVORITE No.1」（サカイお気に入りナンバーワン）と、「すーぱーふみな」(SUPER FUMINA)の頭文字から取られている。
ほかのガンプラに比べ極端に装甲面積が少なく、軽量さを活かした高い機動性ですべての攻撃を避けることを念頭に設計されている。また、この設計思想はフミナに攻撃を当てさせないというミナト自身の愛によるものである。武装はパワードジムカーディガンとほぼ同じだが、シールドは先端部にビーム刃を発生させ、ファンネルのように操る機能が追加されている。
観賞用としてもバトル用としても高い完成度をもつが、フミナ本人からは製作の許可を得ておらず、会場で大恥をかいたフミナの怒りを買う。審査員を務めたタツヤからも、人として守るべきルールを外れていると叱責を受ける。攻撃を受けるとキャストオフ（衣装が脱げる）するギミックがあるが、作中では未登場。『バトローグ』第3話では、邪型ミヤガ打倒のために旅をする正義の戦士という設定で登場する。
モデルデザインは島田フミカネが担当。
すーぱーふみな ティターンズメイドVer.
『アイランド・ウォーズ』に登場。ティターンズをイメージした黒いゴシックメイド服バージョン。やはりフミナ本人の許可は取っていない。武装は通常版と同じだが、頭のカチューシャが猫耳や兎耳に交換可能であるほか、ネクタイや猫耳と対となるスカート裏の尻尾など、好みに応じて小物を交換することができる。
MSZ-008X2 ΖΖII（ダブルゼッツー）
『アイランド・ウォーズ』に登場。ミナトがユウマのライトニングΖに対抗して製作した「HGUC ΖII」の改造機。
機体の軽量化と構造強化という相反する要素を高いレベルで両立しており、ΖΖガンダムのパーツを組み込むことで圧倒的な火力をも獲得している。
武装は原典機にはない頭部バルカン砲2門、原典機のメガビームライフルを発展させたロングビームサーベル兼用の「ハイパーロングライフル」、多種の実体弾も射出可能なバックパック左右の「ビームバズーカ」2門、ハイメガキャノン級の威力をもつバックパック中央の「センターHMキャノン」、サイズはそのままにハイパービームサーベル級の出力を発揮するビームサーベル2基、ウェイブライダー形態時の姿勢制御翼を兼ねるバックパック左右の「ウイングシールド」2基。

### 「タイタン」の使用ガンプラ
NK-13J ディナイアルガンダム
イノセ・ジュンヤの使用ガンプラ。チームから提供された「カテドラルガンダム」をベースに、ジュンヤみずから手を加えて完成させた。トライバーニングと同じく素手での近接格闘に特化しており、同様に粒子貯蔵用のクリアパーツとバーニング・バーストの類似システムを搭載している。バーストモード時はクリアパーツが紫色に発光し、後頭部から髪の毛のような粒子の帯が放出される。この帯は相手に巻きつけて拘束したり、鞭のような打撃武器となる。両手甲にはビームソードの発生器が内蔵されており、完全な丸腰であるトライバーニングよりも手数に優れている。
メカニックデザインはNAOKIが担当。
GNY-003CL ガンダムアブルホールプラス
タジマ・タクヤが使用するガンダムアブルホールの改造機。両脛にガンダムキュリオスのGNビームサブマシンガンを装着している。
LM111E03+SD-VB03A ガンダッシュブラスター
ナリタ・ヒカルが使用するガンブラスターの改造機。クリーム系のカラーに塗装され、背部にVダッシュガンダムのオーバーハングパック、携行武装として機体純正のビームライフルとνガンダムのニューハイパーバズーカを装備している。

### 「フォン・ブラウン」の使用ガンプラ
XM-X1 クロスボーン・ガンダムX1フルクロス TYPE.GBFT
ルーカス・ネメシスが使用する「HGUC クロスボーン・ガンダムX1」の改造機。日本の全国大会へ出場するため、フィンランドから取り寄せられる。原典作品のシリーズの1つ『鋼鉄の7人』に登場するマント型増加装甲ユニット「フルクロス」をまとい、同じく専用武装である「ムラマサ・ブラスター」と「ピーコック・スマッシャー」を装備している。コア・ファイターの分離・合体機構をはじめ、改造前のキットでは省略・差し替え式となっているギミックも完璧に再現されており、ウィルフリッドに「この大会で最も優れたガンプラ」と唸らせるほどの完成度をもつ。高い戦闘力と引き換えに大量のプラフスキー粒子を必要とし、バトルでは短期決戦で相手を仕留めるか、効率的な粒子補給手段を確保する必要がある。
AMS-119[C] ギラ・ドーガ[C]
ガンプラ学園との準決勝戦で、ルーカスの僚機として登場する「HGUC ギラ・ドーガ」の改造機。青いカラーリングに指揮官用ビームライフルを装備したアイバ機と、橙のカラーリングにガトリング砲（後に「HGBC ジャイアントガトリング」として発売）を装備したトミタ機の2機が存在する。両機とも原典作品に登場する重装型バックパックを装備しているが、ルーカスのX1への粒子供給用タンクとしての役目に特化しているため、本来の重装パックに付属しているランゲ・ブルーノ砲は装備していない。

### メイジンたちの使用ガンプラ
PF-78-3A ガンダムアメイジングレッドウォーリア
三代目メイジン・カワグチ（ユウキ・タツヤ）が使用する「レッドウォーリア」の改造機。尊敬するイオリ・タケシが使用していたパーフェクトガンダムの3号機（パーフェクトガンダムIII）にあたることから、タツヤの愛機に選ばれた。
機体重量を増やさずに推力のみを強化したことで、圧倒的な高機動化を実現している。その完成度はバトル時の全パラメータがほぼ最大値に達するほど高く、タツヤの操縦技術が加わることで鬼神のごとき強さを見せる。
武装は原典機と同様の頭部バルカン砲2門、右腕固定式のビームサーベル、左腕の小型シールド、バックパック右側のサブアームに懸架されたハイパーバズーカ、胸部ダクト内の3連ミサイルランチャー2基に加え、フロントスカート内蔵式の3連ミサイルランチャー、長短のガンブレイド（銃剣）を取り付け可能なハンドガン、バレルやセンサーの追加でビームライフル甲、ビームガトリングに換装可能なビームライフル乙を新規に用意。バックパック左側にも右側と同様のサブアームが追加されており、これら新規の手持ち武装を懸架した状態で使用することもできる。
魔竜剣士ゼロガンダム
レディ・カワグチがフミナとのバトルで使用するガンプラ。差し替えなしで魔竜剣士Ver.Iから魔竜剣士Ver.IIに変形できる。
GSX-401FW スターゲイザー
フミナが幼少時に観戦したガンプラバトル選手権でレディが使用していたガンプラ。その際の華麗な動きと強さに魅せられ、フミナはガンプラバトルの世界に足を踏み入れた。
SD-9071A 紅武者アメイジング（レッドウォーリアアメイジング）
レディがメイジン杯の乱戦バトルで使用する武者レッドウォーリアの改造機。タツヤのアメイジングレッドウォーリアを意識して製作された機体で、レディの考案したギミックが盛り込まれている。武装は腰背部に装備された名刀・「紅葵（べにあおい）」、ガトリングモードへの切り替えが可能な右肩の「ハイパー大筒（バズーカ）」、頭部にアンテナのように装備された2振りの「苦無」、両腕に装備された車輪状の盾「炎輪甲（ホイールアーマー）」。ハイパー大筒は、兜、肩当て、バックパック、炎輪甲と組み合わせることで大型の大砲「武者クロスカノン」となる。

### ヤジマ商事のガンプラ
ハイモック
モックの改良型で、PPSE社を吸収したヤジマ商事のバトルシステムに内蔵された仮想機 (3DCG) 。カラーリングが緑に変更されている以外、モックとの外観上の違いはない。性能や武装などのあらゆるパラメーターを任意に設定可能で、特定の機体に似た機能を付与した場合は、頭部などの外観にもその機体の特徴が現れる（ΖΖガンダムに似たハイメガキャノン装備型や、サイコガンダムに似た巨大仕様など）。ヤジマ商事本社ビルのショールームでは、降着姿勢でコクピットハッチを展開した実物大モデルが展示されている。

### そのほかのガンプラ
WD-M01 ∀ガンダム（TAKU仕様）
TAKUが「ガンプラ・ラリー」で使用する「HGCC ∀ガンダム」の改造機。全身が漆黒に塗装されている。シールドはサーフボードのように乗ることで、水上を高速移動することができる。ラリーではミライのママッガイに妨害攻撃を仕掛けて行動不能にするが、プチッガイの放った蒼天紅蓮拳で股間のコア・ファイターを叩き割られ、敗北する。
KUMA-02 ベアッガイII（ベアッガイ・ツー）
作品世界で流通しているベアッガイの発展機。チナのベアッガイIII、ミライのベアッガイFの原型となったガンプラで、『GBF-T』で初めて具体的な存在が明かされた。カラーリングが茶色である以外はベアッガイIII、ベアッガイFと同一形状だが、バックパックの追加装備をもたない。

### オリジナルMS選手権およびモビルスーツ総選挙の入選ガンプラ
アニメ放送とタイアップして行われたイベント、「オリジナルMS選手権」および「モビルスーツ総選挙」入選作品。以下のガンプラたちが本編に登場する権利を得て、最終話にてカリマが操るラフレシアを撃破するシーンに登場する。
GP-AL ガンダムアルビオン
ガンプラコース優勝作品。ガンダム試作1号機にアルビオンのパーツを追加した改造機。
RX-0 ユニコーンガンダム（GBTカラー）
『ガンダムトライエイジ』コース優勝作品。ユニコーンガンダムの改造機で、トリコロールのカラーリングに塗装されている。
それゆけ!ボクらのシャア大佐
『ガンダムブレイカー2』コース優勝作品。一年戦争時のシャア・アズナブルの軍服を模した形状の機体。
RX-105 Ξガンダム
「モビルスーツ総選挙」を勝ち抜いた上位10機からアニメスタッフに選抜され、本編への登場を果たす。

### 『アイランド・ウォーズ』の敵ガンプラ
BN-876 スクランブルガンダム
ニールセン・ラボが新しいプラフスキー粒子のテスト用に開発した試作機。
Ζガンダムをベースとした可変機で、デスティニーガンダムの要素を付加した背部ウイングが特徴。変形機構を単純化することで、ほかの可変機を上回る高い耐久性と変形速度を実現している。飛行形態は高速移動だけでなく、体当たりによる攻撃にも用いられる。各所には新型粒子コントロール用の青いクリアパーツが内蔵されており、強固な防御フィールドを形成できる。
武装は頭部バルカン砲、シールド兼用のビームライフル2挺、腰部のビームサーベル2基。
テストでは従来のガンプラをしのぐ性能と操縦性を示すが、謎の少女が新型バトルシステムに介入したことで暴走し、新粒子の結晶を取り込んでラボ全体を結晶化させる騒動を起こす。事態の収拾にあたったセカイたちを圧倒するが、プラフスキーパワーゲートの作用で仲間たち全員のパワーを取り込んだカミキバーニングのまえに敗れる。

## スタッフ
前作から継続して参加しているスタッフが多いが、監督は長崎健司に代わって第1作で絵コンテや演出を手掛けた錦田慎也が務める。また、第2期1クール目のエンディングアニメーションの絵コンテは『機動戦士ガンダム00』の監督を務めた水島精二が担当している。
|                               | TVシリーズ                                                          | アイランド・ウォーズ                                                |
| ----------------------------- | ------------------------------------------------------------------- | ------------------------------------------------------------------- |
| 企画                          | サンライズ                                                          | サンライズ                                                          |
| 原作                          | 矢立肇、富野由悠季                                                  | 矢立肇、富野由悠季                                                  |
| シリーズ構成                  | 黒田洋介                                                            | 黒田洋介                                                            |
| キャラクターデザイン          | 大貫健一                                                            | 大貫健一                                                            |
| キャラクターデザイン協力      | ヤスダスズヒト                                                      | ヤスダスズヒト                                                      |
| メカニックデザイン            | 大河原邦男、石垣純哉、今石進、海老川兼武、寺岡賢司、寺島慎也、NAOKI | 大河原邦男、石垣純哉、今石進、海老川兼武、寺岡賢司、寺島慎也、NAOKI |
| チーフメカアニメーター        | 有澤寛                                                              | 久壽米木信弥、宇田早輝子                                            |
| 美術デザイン                  | 中島美佳                                                            | 中島美佳                                                            |
| 美術監督                      | 近藤由美子                                                          | 近藤由美子                                                          |
| デザインワークス              | 海老川兼武                                                          | 海老川兼武                                                          |
| 色彩設計                      | 菊地和子                                                            | 菊地和子                                                            |
| 撮影監督                      | 後藤春陽                                                            | 後藤春陽                                                            |
| 編集                          | 野尻由紀子                                                          | 野尻由紀子                                                          |
| CGディレクター                | 宮原洋平                                                            | 宮原洋平                                                            |
| 音響監督                      | 三間雅文                                                            | 三間雅文                                                            |
| 音楽                          | 林ゆうき、橘麻美                                                    | 林ゆうき、橘麻美                                                    |
| 音楽プロデューサー            | 木村憲一郎、斎藤滋、山田智子                                        | 木村憲一郎、山田智子                                                |
| 助監督                        | 角田一樹                                                            | N/A                                                                 |
| エグゼクティブ プロデューサー | 佐々木新、出原隆史                                                  | 佐々木新、出原隆史                                                  |
| 企画プロデューサー            | 志田香織                                                            | N/A                                                                 |
| 制作協力                      | ADK                                                                 | ADK                                                                 |
| プロデューサー                | 白石誠（テレビ東京）、小川正和                                      | 白石誠（テレビ東京）、小川正和                                      |
| 監督                          | 綿田慎也                                                            | 綿田慎也                                                            |
| 製作                          | テレビ東京、創通、サンライズ                                        | テレビ東京、創通、サンライズ                                        |

## 主題歌
オープニングテーマ
「セルリアン」（第1話 - 第13話）
作詞・作曲・編曲・歌 - BACK-ON
第1話ではエンディングテーマとして使用。
「Just Fly Away」（第14話 - 第25話）
作詞 - BOUNCEBACK / 作曲・編曲 - 大西克巳 / 歌 - EDGE of LIFE
第16話以降は、映像の展開に合わせて効果音が一部付加される特別な演出が行われた。

エンディングテーマ
「アメイジング ザ ワールド」（第2話 - 第13話）
作詞 - 勇-YOU- / 作曲・編曲 - 太田雅友 / 歌 - SCREEN mode
「迷々コンパスはいらない」（第14話 - 第25話）
作詞 - 畑亜貴 / 作曲・編曲 - 高田暁 / 歌 - StylipS

特別編
「The Last One」
作詞 - TEEDA / 作曲 - KENJIO3 / 編曲 - BACK-ON / 歌 - BACK-ON
エンディングテーマ「Roots of Happiness」
作詞 - cAnOn,Elizabeth Elias / 作曲・編曲 - 林ゆうき / 歌 - Elizabeth Elias

## 各話リスト
脚本は全話黒田洋介。
| 話数   | サブタイトル               | 絵コンテ        | 演出              | 作画監督                   | 作画監督                | 放送日         |
| 話数   | サブタイトル               | 絵コンテ        | 演出              | キャラクター               | メカニック              | 放送日         |
| ------ | -------------------------- | --------------- | ----------------- | -------------------------- | ----------------------- | -------------- |
| 第1話  | 風を呼ぶ少年               | 寺岡巌 綿田慎也 | 綿田慎也          | 大貫健一                   | 有澤寛                  | 2014年 10月8日 |
| 第2話  | 結成！トライ・ファイターズ | 長崎健司        | 角田一樹          | 千葉道徳                   | 久壽米木信弥            | 10月15日       |
| 第3話  | その名はギャン子           | 大塚健          | 南康宏            | 池田佳代                   | 大塚健                  | 10月22日       |
| 第4話  | Gミューズ                  | 古田丈司        | 大久保朋          | しんぼたくろう             | 牟田口裕基              | 10月29日       |
| 第5話  | 憧れと挑戦を胸に           | 西澤晋          | 京極尚彦          | 大籠之仁                   | 大張正己                | 11月5日        |
| 第6話  | 戦場の支配者               | 光枝愛治        | うえだしげる      | 赤井方尚                   | 阿部宗孝                | 11月12日       |
| 第7話  | 素組みのシモン             | 井内秀治        | 南康宏            | 千葉道徳                   | 有澤寛                  | 11月19日       |
| 第8話  | この盾に誓って             | 西澤晋 寺岡巌   | 池野昭二          | 池田佳代 森下博光          | 久壽米木信弥            | 11月26日       |
| 第9話  | 決戦のソロモン             | 大塚健          | 綿田慎也          | 大貫健一                   | 大塚健                  | 12月3日        |
| 第10話 | ガン☆コレ                  | 江上潔 酒井和男 | 大久保朋          | しんぼたくろう             | 阿部宗孝                | 12月10日       |
| 第11話 | ニールセン・ラボ           | 井内秀治        | 南川達馬          | 大籠之仁                   | 大張正己                | 12月17日       |
| 第12話 | 未来へ羽ばたくために       | 西澤晋          | うえだしげる      | 赤井方尚                   | 牟田口裕基              | 12月24日       |
| 第13話 | ビヨンド・ザ・ナックル     | 古田丈司        | 南康宏            | 千葉道徳                   | 有澤寛                  | 2015年 1月7日  |
| 第14話 | 好敵手たち                 | 井内秀治        | 池野昭二          | 池田佳代                   | 大塚健                  | 1月14日        |
| 第15話 | 新生！トライ・ファイターズ | 遠藤広隆 寺岡巌 | 大久保朋          | しんぼたくろう             | 阿部慎吾                | 1月21日        |
| 第16話 | 華麗なるシア               | 西澤晋 大張正己 | 菱田正和          | 大貫健一                   | 大張正己 久壽米木信弥   | 1月28日        |
| 第17話 | 亡霊城の罠                 | 江上潔 古田丈司 | うえだしげる      | 赤井方尚                   | 阿部宗孝                | 2月4日         |
| 第18話 | スナイバル・ドラゴ・ギラ   | 井内秀治 江上潔 | 塚田拓郎          | 千葉道徳                   | 牟田口裕基              | 2月11日        |
| 第19話 | 運命の再会                 | 紅優 薮木凛     | 池野昭二          | 池田佳代                   | 有澤寛                  | 2月18日        |
| 第20話 | 折れない心                 | 藤田陽一        | 大久保朋          | しんぼたくろう             | 阿部慎吾                | 2月25日        |
| 第21話 | 蒼き翼                     | 江上潔 西澤晋   | うえだしげる      | 大貫健一 牧孝雄            | 久壽米木信弥 阿部宗孝   | 3月4日         |
| 第22話 | 心のままに                 | 井内秀治        | 塚田拓郎 大久保朋 | 赤井方尚                   | 大張正己                | 3月11日        |
| 第23話 | ビルド・ファイター         | 加瀬充子 江上潔 | 池野昭二          | 千葉道徳 石野聡            | 牟田口裕基              | 3月18日        |
| 第24話 | ファイナル・バースト       | 綿田慎也 寺岡巌 | 南康宏            | 池田佳代                   | 有澤寛                  | 3月25日        |
| 第25話 | 僕たちのガンプラ           | 井内秀治        | 綿田慎也          | 大貫健一 しんぼたくろう    | 阿部慎吾                | 4月1日         |
| 特別編 | アイランド・ウォーズ       | 綿田慎也        | 綿田慎也 池野昭二 | 大貫健一 大籠之仁 森下博光 | 久壽米木信弥 宇田早輝子 | 2016年 8月21日 |

- 2014年12月31日は『第47回年忘れにっぽんの歌』（17:00 - 21:30）放送のため休止。

## 放送局
| 放送期間                                      | 放送時間           | 放送局         | 対象地域       | 備考                      |
| --------------------------------------------- | ------------------ | -------------- | -------------- | ------------------------- |
| 2014年10月8日 - 2015年4月1日                  | 水曜 18:00 - 18:30 | テレビ東京     | 関東広域圏     | 製作局                    |
|                                               |                    | テレビ北海道   | 北海道         |                           |
|                                               |                    | テレビ愛知     | 愛知県         |                           |
|                                               |                    | テレビ大阪     | 大阪府         |                           |
|                                               |                    | テレビせとうち | 岡山県・香川県 |                           |
|                                               |                    | TVQ九州放送    | 福岡県         |                           |
| 2014年10月9日 - 2015年4月2日                  | 木曜 21:00 - 21:30 | AT-X           | 日本全域       | CS放送 / リピート放送あり |
| 2014年10月12日 - 2015年4月5日                 | 日曜 19:00 - 19:30 | BS11           | 日本全域       | BS放送 / 『アニメ+』枠    |
| テレビ東京系列の地上波6局では字幕放送を実施。 |                    |                |                |                           |

| 配信期間                                    | 配信時間        | 配信サイト | 備考 |
| ------------------------------------------- | --------------- | --- | ---- |
| 2014年10月8日 - 2014年4月1日                | 水曜 20:00 更新 | 番組公式サイト（サンライズ・テレビ東京両公式サイト） GUNDAM.INFO ガンダムシリーズ公式サイト ガンダムチャンネル（現・ガンダムファンクラブ） スマートフォンアプリ バンダイチャンネル |      |
| 第1話は常設無料、第2話以降は1週間無料配信。 |                 | |      |

| 放送日 | 放送時間           | 放送局         | 対象地域       | 備考   |
| --- | ------------------ | -------------- | -------------- | ------ |
| 2016年8月21日 | 日曜 16:00 - 17:15 | テレビ東京     | 関東広域圏     | 製作局 |
| |                    | テレビ北海道   | 北海道         |        |
| |                    | テレビ愛知     | 愛知県         |        |
| |                    | テレビ大阪     | 大阪府         |        |
| |                    | テレビせとうち | 岡山県・香川県 |        |
| |                    | TVQ九州放送    | 福岡県         |        |
| 全局字幕放送を実施。前述の通り、特別番組『ガンダムビルドファイターズトライ夏休み特別編〜君もビルドファイターだ!!〜』内で放送。 |                    |                |                |        |

### 日本国外での放送
時間帯は全て現地時間。
香港
2015年3月16日から8月31日無綫電視翡翠台にて、『高達創戰者TRY』のタイトルで毎週月曜日17:20-17:50に放送（5月25日17:20-17:55に放送）。広東語 & 日本語二ヶ国語放送、繁体字字幕あり。
TVB兒童台
台湾
2015年5月6日より東森幼幼台にて、『鋼彈創鬥者TRY』のタイトルで毎週水曜日16:00-16:30に放送。

## BD / DVD
| 巻 | 発売日        | 収録話          | 規格品番   | 規格品番   |
| 巻 | 発売日        | 収録話          | 初回限定版 | 期間限定版 |
| -- | ------------- | --------------- | ---------- | ---------- |
| 1  | 2015年3月27日 | 第1話 - 第12話  | BCXA-0938  | BCXA-0936  |
| 2  | 2015年6月26日 | 第13話 - 第25話 | BCXA-0939  | BCXA-0937  |

| 巻 | 発売日         | 収録話          | 規格品番  |
| -- | -------------- | --------------- | --------- |
| 1  | 2014年12月25日 | 第1話 - 第2話   | BCBA-4649 |
| 2  | 2015年1月28日  | 第3話 - 第4話   | BCBA-4650 |
| 3  | 2015年2月20日  | 第5話 - 第7話   | BCBA-4651 |
| 4  | 2015年3月27日  | 第8話 - 第10話  | BCBA-4652 |
| 5  | 2015年4月24日  | 第11話 - 第13話 | BCBA-4653 |
| 6  | 2015年5月27日  | 第14話 - 第16話 | BCBA-4654 |
| 7  | 2015年6月26日  | 第17話 - 第19話 | BCBA-4655 |
| 8  | 2015年7月24日  | 第20話 - 第22話 | BCBA-4656 |
| 9  | 2015年8月26日  | 第23話 - 第25話 | BCBA-4657 |

## 特別番組
2016年8月21日には特別番組『ガンダムビルドファイターズトライ夏休み特別編〜君もビルドファイターだ!!〜』が放送された。出演者がガンプラ作りに挑む実写パートと、第2作の完全新規ストーリーの特別編（アニメパート）『ガンダムビルドファイターズトライ アイランド・ウォーズ』の2本立てで放送。実写パートの出演は井戸田潤（スピードワゴン）、鈴木絢音（乃木坂46）、佐藤哲夫（パンクブーブー）、NAOKI（プロモデラー・メカニックデザイン）。